# Declaración Balfour
La Declaración Balfour (2 de noviembre de 1917) fue una manifestación formal pública del gobierno británico durante la Primera Guerra Mundial, para anunciar su apoyo al establecimiento de un «hogar nacional» para el pueblo judío en la región de Palestina, que en ese entonces formaba parte del Imperio otomano. La Declaración fue incluida en una carta firmada por el ministro de Relaciones Exteriores británico (Foreign Office) Arthur James Balfour y dirigida al barón Lionel Walter Rothschild, un líder de la comunidad judía en Gran Bretaña, para su transmisión a la Federación Sionista de Gran Bretaña e Irlanda. El texto fue publicado en la prensa el 9 de noviembre de 1917.
Durante el período de las discusiones del Gabinete de Guerra británico, que condujo a la declaración, la guerra más amplia había llegado a un período de estancamiento; las tropas estadounidenses aún no estaban desplegadas y los rusos estaban distraídos por la agitación interna. El secretario del Gabinete, Mark Sykes, inició conversaciones formales con el liderazgo sionista el 7 de febrero de 1917, y Balfour pidió a Rothschild y a Jaim Weizmann que presentaran un proyecto de declaración pública el 19 de junio. Otros borradores fueron discutidos por el Gabinete británico durante septiembre y octubre, con aportaciones de judíos sionistas y antisionistas, pero sin representación de la población local en Palestina, y la emisión de la declaración final fue autorizada para el 31 de octubre. La discusión del gabinete sobre la aprobación describió percibidos beneficios de propaganda entre la comunidad judía mundial para el esfuerzo de guerra aliado. Se lee:

His Majesty's government view with favour the establishment in Palestine of a national home for the Jewish people, and will use their best endeavours to facilitate the achievement of this object, it being clearly understood that nothing shall be done which may prejudice the civil and religious rights of existing non-Jewish communities in Palestine, or the rights and political status enjoyed by Jews in any other country.
El Gobierno de Su Majestad contempla con beneplácito el establecimiento en Palestina de un hogar nacional para el pueblo judío y hará uso de sus mejores esfuerzos para facilitar la realización de este objetivo, entendiéndose claramente que no se hará nada que pueda perjudicar los derechos civiles y religiosos de las comunidades no judías existentes en Palestina, o los derechos y el estatus político de los judíos en cualquier otro país.

La primera parte de la declaración fue el primer apoyo público al sionismo (el derecho del pueblo judío a establecerse en la Tierra de Israel) por parte de una potencia mundial. El término «hogar nacional» no tenía precedentes en el derecho internacional, y era intencionalmente confuso en cuanto a si estaba contemplado un Estado judío. Los límites previstos de Palestina no fueron especificados, y el Gobierno británico confirmó más tarde que las palabras «en Palestina» no significaban que la totalidad de Palestina estuviera destinada a ser el hogar nacional judío.
La segunda parte de la Declaración fue añadida para satisfacer a los opositores de esa política, quienes afirmaban que de otro modo se perjudicaría la posición de la población árabe de Palestina y se fomentaría el antisemitismo contra los judíos en todo el mundo. Mientras que la declaración tenía como objetivo proporcionar la autodeterminación en Palestina para los judíos de todo el mundo, hizo una excepción a la regla de la autodeterminación de los árabes palestinos que formaban parte de la gran mayoría de la población local; hecho reconocido por el Gobierno británico en 2017.
La emisión de la declaración tuvo muchas consecuencias duraderas. Galvanizó el apoyo popular al sionismo, llevó a la creación del Mandato de Palestina, que más tarde se convirtió en Israel y los territorios palestinos, y fue el origen del conflicto israelí-palestino, aún en curso y considerado como el conflicto más intratable del mundo. Sigue habiendo controversia académica sobre varias áreas, incluyendo si la declaración contradice las promesas anteriores que los británicos pudieron haber hecho a Husayn ibn Ali, el jerife de La Meca, en la correspondencia McMahon-Husayn.

## Antecedentes

### Apoyo británico temprano

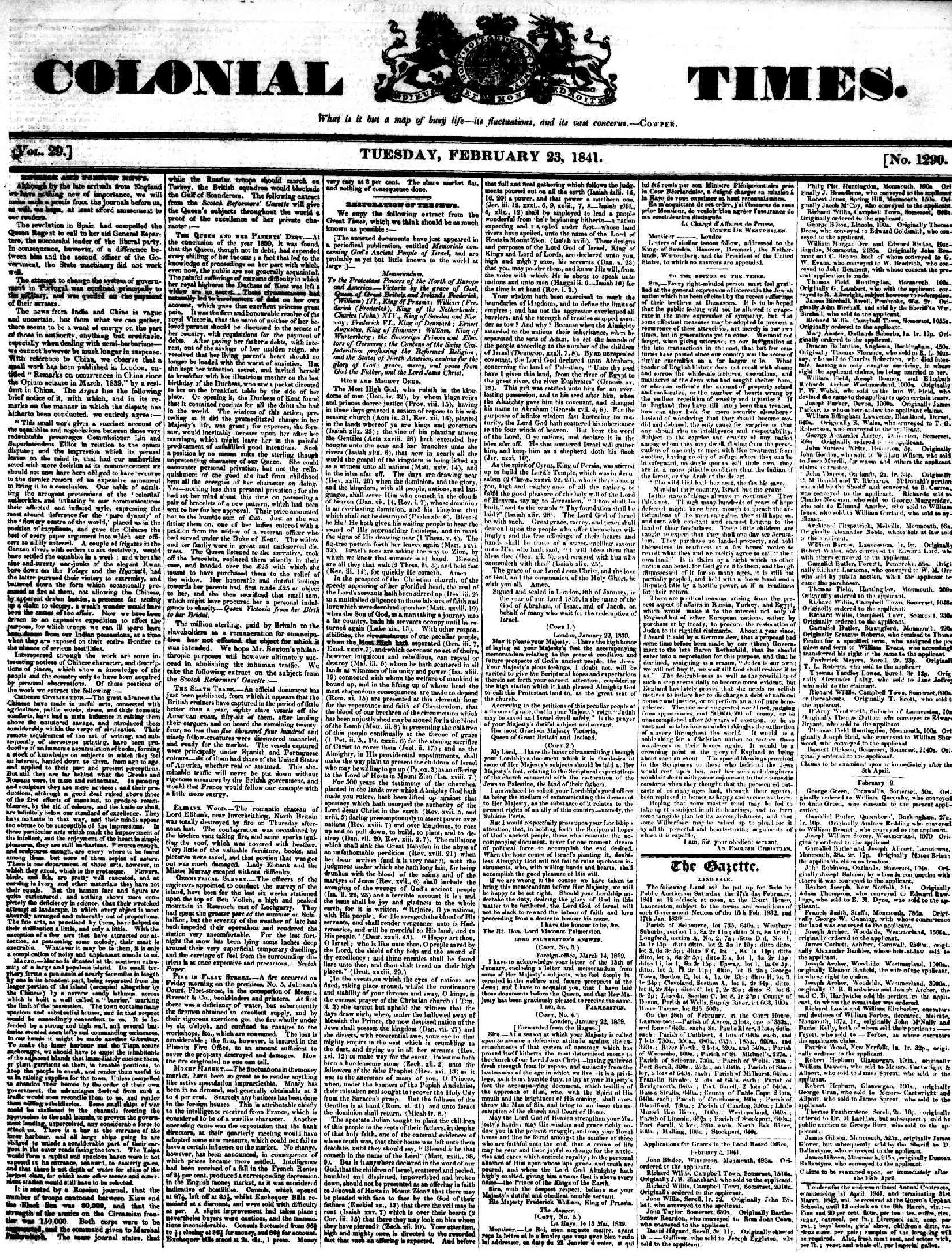
«Memorando a los Monarcas Protestantes de Europa para la restauración de los judíos en Palestina», de Lord Shaftesbury, como se publicó en el Colonial Times, en 1841.

La base para el apoyo británico a un aumento de la presencia judía en Palestina estaba vinculado principalmente con los cálculos geopolíticos y la protección del canal de Suez, tan necesario para unir las colonias asiáticas de Inglaterra a la metrópoli, si bien también incrustado idealísticamente en las expectativas evangélicas dispensacionalistas que habían motivado a lord Shaftesbury y otros grupos de presión a inicios de la mitad del siglo XIX y creado un sentimiento de apoyo entre la élite política británica hacia la «restauración de los judíos» en Palestina, además de los sentimientos cristianos de que Inglaterra iba a desempeñar un rol en el advenimiento del Milenio y la segunda venida de Cristo.
El temprano apoyo político británico se precipitó a inicios de 1830 y fue dirigido por lord Palmerston, a raíz de la crisis del Este después de que Mehmet Alí ocupara Siria y Palestina. La influencia francesa como protectora de las comunidades católicas comenzó a crecer en la región, a medida que la influencia rusa comenzó a crecer como protectora de los ortodoxos orientales, dejando a Gran Bretaña sin una esfera de influencia. El Ministerio de Relaciones Exteriores británico trabajó para fomentar la emigración judía a Palestina, ejemplificada por las exhortaciones en 1841 y 1842 de Charles Henry Churchill a Moses Montefiore, el líder de la comunidad judía británica. Tales esfuerzos fueron prematuros, ya que el sionismo no surgiría dentro de las comunidades judías del mundo hasta las últimas décadas del siglo, gracias a los esfuerzos de Theodor Herzl, un periodista judío de Austria-Hungría, cuyos esfuerzos para obtener apoyo internacional para sus ideas no tuvieron éxito durante su vida.
Con la reorganización política ocasionada por el estallido de la Primera Guerra Mundial, los cálculos anteriores, que habían caducado desde hace algún tiempo (los propios intentos anteriores de Theodor Herzl para obtener apoyo internacional para su proyecto habían fracasado) dieron lugar a una renovación de las evaluaciones estratégicas y la negociación política con respecto al Medio y Lejano Oriente.

### El sionismo temprano

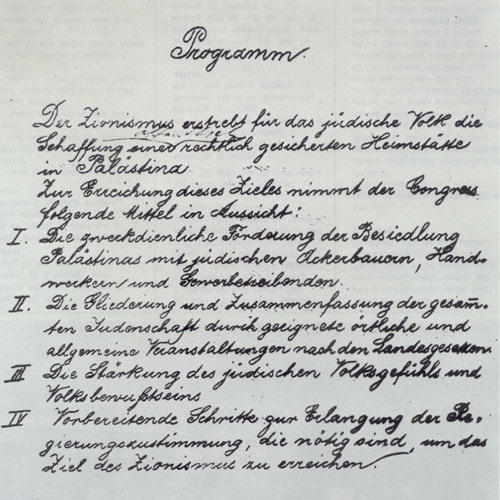
El Programa de Basilea, aprobado por el Primer Congreso Sionista en 1897, en el cual la primera línea declara: «El sionismo busca establecer un hogar para el pueblo judío en Palestina garantizado por el derecho público».

El sionismo surgió a finales del siglo XIX como reacción a los movimientos nacionalistas antisemitas y excluyentes en Europa. El nacionalismo romántico en Europa central y oriental en ese siglo ayudó a impulsar la Haskalá o «Ilustración judía», creando una división en la comunidad judía entre los que veían el judaísmo como su religión, y los que lo veían como su origen étnico o nación. Los pogromos antijudíos en el Imperio ruso de 1881-84 alentaron el crecimiento de esta última identidad, dando como resultado la formación de las organizaciones pioneras como Hovevéi Zion y la publicación de Autoemancipación, de León Pinsker.
En 1896 Theodor Herzl publicó Der Judenstaat (El Estado judío o El Estado de los judíos), en el que afirmaba que la única solución a la «cuestión judía» en Europa, incluyendo el creciente antisemitismo, era a través de la creación de un Estado para los judíos. Esto marcó la aparición del sionismo político. Un año más tarde, Herzl fundó la Organización Sionista Mundial, que en su primer congreso «instó al establecimiento de un hogar para el pueblo judío en Palestina garantizado por el derecho público». Las medidas propuestas para alcanzar este objetivo incluyeron el fomento del establecimiento de asentamientos judíos allí, la organización de los judíos en la diáspora, el fortalecimiento de la sensibilidad y la conciencia judía, y las etapas preparatorias para alcanzar esas subvenciones gubernamentales necesarias. Herzl murió en 1904 sin el prestigio político requerido para llevar a cabo su agenda de un hogar judío en Palestina.
El líder sionista Jaim Weizmann, más tarde presidente de la Organización Sionista Mundial, comenzó a vivir en el Reino Unido en 1904 y se reunió con Balfour durante su campaña electoral de 1905-1906 en una sesión organizada por Charles Dreyfus, su representante electoral judío. Durante el primer encuentro entre Weizmann y Balfour en 1906, Balfour preguntó a Weizmann sobre las objeciones sionistas al Plan de Uganda de 1903, que consistía en otorgar una parte del África Oriental Británica al pueblo judío como patria. El esquema, que había sido propuesto a Herzl por el secretario de Colonias Joseph Chamberlain después de su viaje a África oriental a principios del año, había sido posteriormente rechazado tras la muerte de Herzl por el Séptimo Congreso Sionista en 1905, después de dos años de intenso debate en la Organización Sionista.
En enero de 1914, Weizmann conoció al barón Edmond de Rothschild, un miembro de la rama francesa de la familia Rothschild y uno de los principales defensores del movimiento sionista, en relación con una proyecto de construcción de una universidad hebrea en Jerusalén. El barón no era parte de la Organización Sionista Mundial, pero había financiado las primeras colonias agrícolas judías durante la primera gran oleada de inmigración judía a Palestina en la década de 1880, y los trasladó a la Jewish Colonization Association en 1899. Esta conexión dio sus frutos más adelante ese año cuando el hijo del barón, James de Rothschild, pidió una reunión con Weizmann el 25 de noviembre de 1914, con el fin de que él y los sionistas se alistaran para influir en los que eran considerados receptivos dentro del Gobierno británico a su agenda de un «Estado judío» en Palestina. A través de la esposa de James, Dorothy, Weizmann se reunió con Rózsika Rothschild, quien le presentó a la rama inglesa de la familia, en particular a su marido Charles y su hermano mayor Walter, un zoólogo y exmiembro del Parlamento. Su padre, Lord Nathan Rothschild, jefe de la rama inglesa de la familia, tenía una actitud cautelosa hacia el sionismo, pero murió en marzo de 1915 y su título fue heredado por Walter.
Muchos judíos británicos en esta época no eran sionistas; antes de la declaración solo 8000 de los 300 000 judíos eran considerados sionistas.

### La Palestina otomana
Los otomanos habían aplicado una política restrictiva a la inmigración judía a Palestina ya en 1882, en el tiempo de la llamada Primera Aliyá, que puede ser considerada como las primeras llegadas sionistas. Aunque había cierta tensión con la población local (principalmente entre los comerciantes y las clases notables), en 1901 Constantinopla dio a los judíos los mismos derechos que los árabes para comprar tierras y el porcentaje de judíos en la población aumentó al 7 % en 1914. También en 1914, con la creciente desconfianza hacia los Jóvenes Turcos y la Segunda Aliyá, el nacionalismo árabe estaba en aumento y en Palestina, el antisionismo era una característica unificadora. Jonathan Schneer indica que «la Declaración Balfour no era, en sí misma, la fuente de problemas en una tierra que antes había estado más o menos en paz, pero tampoco era una simple señal en una carretera que se dirigía indudablemente hacia un acantilado. Nadie puede decir cuál podría ser el curso de los acontecimientos en Palestina sin ella. Lo que vino fue producto de fuerzas y factores enteramente imprevistos».

### La Primera Guerra Mundial

#### 1914-16: Discusiones iniciales entre el gobierno británico y los sionistas

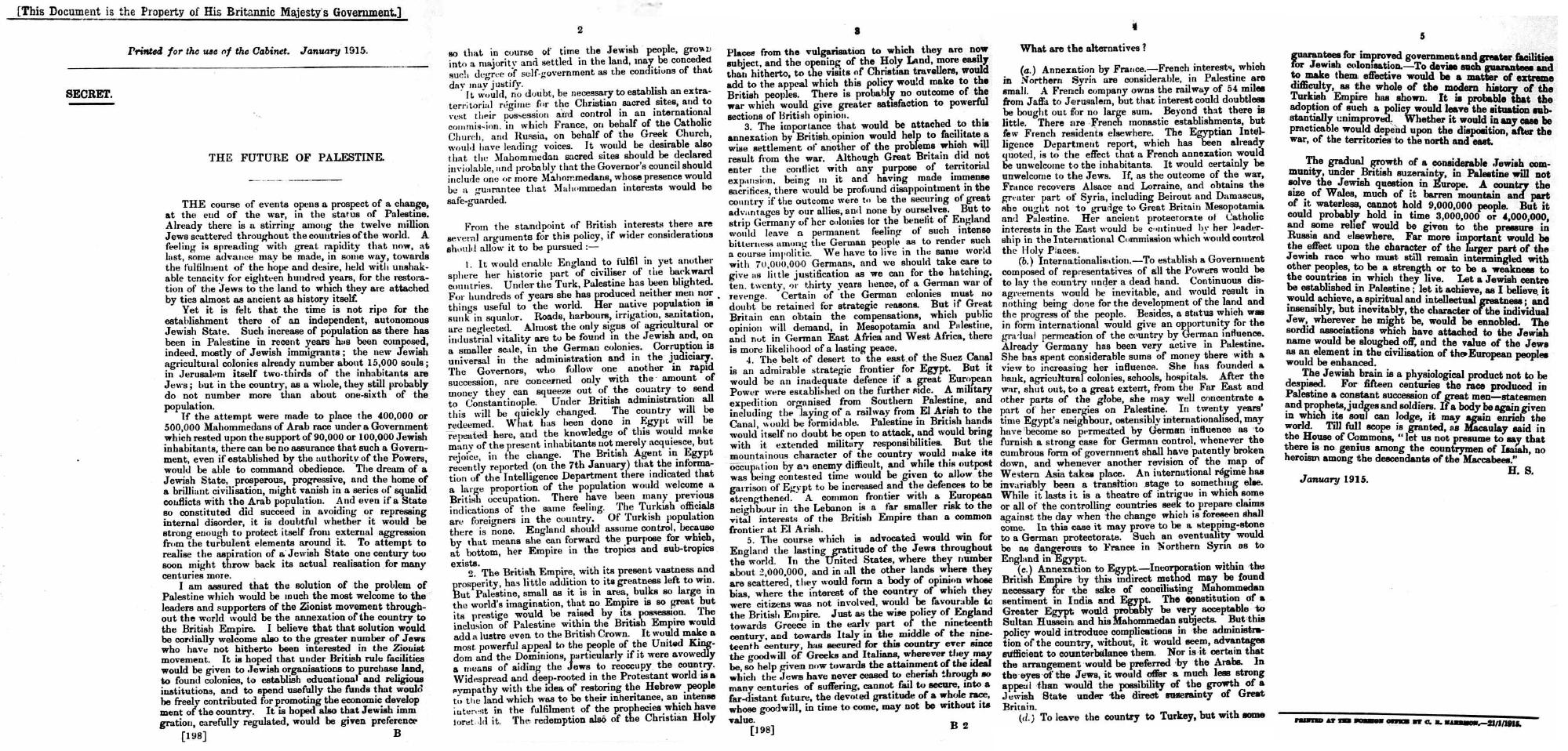
Memorando del Gabinete de Herbert Samuel, The Future of Palestine, como fue publicado en los documentos del Gabinete británico (CAB 37/123/43), el 21 de enero de 1915.

En 1914, estalló la guerra en Europa entre la Triple Entente (Gran Bretaña, Francia y el Imperio ruso) y las Potencias Centrales (Alemania, Austria-Hungría y más tarde ese año, el Imperio otomano). El 9 de noviembre de 1914, cuatro días después de la declaración de guerra de Gran Bretaña contra el Imperio otomano, del cual el Mutasarrifato de Jerusalén (a menudo referido simplemente como Palestina) era un componente, el sionismo fue primero discutido en una reunión del Gabinete británico. En la reunión, David Lloyd George, entonces canciller de Hacienda, y cuya firma de abogados Lloyd George, Roberts & Co había sido contratada una década antes por la Federación Sionista de Gran Bretaña e Irlanda para trabajar en el Plan de Uganda, «se refirió al destino final de Palestina».
Los esfuerzos de Weizmann se aceleraron. El 10 de diciembre de 1914, se reunió con el sionista Herbert Louis Samuel, miembro del Gabinete británico, quien consideraba que las demandas de Weizmann eran muy modestas. Dos días más tarde, Weizmann se reunió de nuevo con Balfour, por primera vez desde 1906.
Un mes más tarde, Herbert Samuel hizo circular un memorando titulado The Future of Palestine ante sus colegas del Gabinete. El memorando decía que «estoy seguro de que la solución del problema de Palestina que sería mucho más bienvenida a los líderes y seguidores del movimiento sionista en todo el mundo sería la anexión del país al Imperio británico». Samuel discutió una copia de su memorando con lord Nathan Rothschild en febrero de 1915, un mes antes de la muerte de este último. Era la primera vez en un registro oficial que se proponía el apoyo de los judíos como medida de guerra.
Siguieron muchas otras discusiones, incluyendo una reunión entre Lloyd George, quien había sido nombrado ministro de Municiones en mayo de 1915, y Weizmann, un líder sionista que también fue asesor científico del Ministerio de Municiones. Diecisiete años después, en sus War Memoirs, Lloyd George describió estas reuniones como «la fuente y el origen» de la declaración, aunque esta afirmación ha sido rechazada por los historiadores. Lloyd George fue, sin embargo, el primer ministro en el momento de la Declaración Balfour y, en última instancia, responsable de ella.

#### 1915-16: Compromisos británicos anteriores sobre Palestina
A finales de 1915, el Alto Comisionado Británico en Egipto, Henry McMahon, había intercambiado diez cartas con Husayn ibn Ali, jerife de La Meca, en las que le había prometido reconocer la independencia árabe «en los límites y límites propuestos por el jerife de la Meca», a excepción de «partes de Siria» situadas al oeste de los «distritos de Damasco, Homs, Hama y Alepo», a cambio de que Husayn lanzara una revuelta contra el Imperio otomano. En las décadas posteriores a la guerra, el alcance de esta exclusión costera fue muy disputado, dado que Palestina está al suroeste de Damasco y no fue mencionada explícitamente.
Sobre la base de la correspondencia, la revuelta árabe comenzó el 5 de junio de 1916. Sin embargo, en mayo de 1916, los gobiernos del Reino Unido, Francia y Rusia también habían concluido en secreto el Acuerdo Sykes-Picot, que Balfour describió más tarde como un «método totalmente nuevo» para repartir el área, después de que el acuerdo de 1915 «parece haber sido olvidado». Este acuerdo secreto fue negociado a principios de 1916 entre Mark Sykes y François Georges-Picot. Sykes era un miembro del Parlamento británico cuyo papel se había desarrollado desde su asiento en el comité De Bunsen de 1915 para tener una influencia significativa en la política británica en la región, incluyendo la creación de la Oficina Árabe, mientras que Picot era un diplomático francés y excónsul general en Beirut. El acuerdo definió sus esferas de influencia y control propuestas en Asia Occidental, en caso de que la Triple Entente consiguiera derrotar al Imperio otomano durante la Primera Guerra Mundial. Dividió muchos territorios árabes en áreas administradas por los británicos y franceses, y permitió la internacionalización de Palestina, proponiendo que la forma de la administración de esa región sería confirmada después de consultar con Rusia y Husayn.
Estas iniciativas en tiempos de guerra, inclusive de la Declaración, son consideradas frecuentemente juntas por los historiadores debido a la posibilidad, real o imaginaria, de incompatibilidad entre ellos, sobre todo en lo que se refiere a la disposición de Palestina.. Basta decir, en palabras de Albert Hourani: «El argumento acerca de la interpretación de estos acuerdos es imposible de terminar, ya que estaban destinados a soportar más de una interpretación».

#### 1916-17: Cambio del Gobierno británico
En términos de la política británica, la declaración fue resultado de la llegada al poder de Lloyd George, quien reemplazó al Gabinete liderado por Asquith en diciembre de 1916, ya que él y Balfour habían favorecido el reparto del Imperio otomano en la posguerra, en contraste con Asquith y Grey, quienes favorecían su reforma.
Lloyd George había querido hacer de la destrucción del Imperio otomano un importante objetivo de guerra británico, y dos días después de asumir el cargo le dijo al general Robertson, el jefe del Estado Mayor Imperial, que quería una victoria importante, preferiblemente la captura de Jerusalén, para impresionar a la opinión pública británica. Lloyd George consultó inmediatamente a su Gabinete de guerra sobre una «nueva campaña en Palestina, en cuanto El Arish hubiera sido asegurado». La presión subsecuente de Lloyd George, sobre las reservas de Robertson, dio lugar a la recaptura del Sinaí por el Egipto controlado por los británicos, con la captura de El Arish en diciembre de 1916 y Rafah en enero de 1917, y la llegada de las fuerzas británicas a las fronteras meridionales del Imperio otomano. Después de dos intentos infructuosos de capturar Gaza, en abril de 1917 se inició un estancamiento en el sur de Palestina, y la campaña del Sinaí y Palestina no lograría ningún progreso sustancial hasta el 31 de octubre de 1917.

#### 1917: Negociaciones oficiales británico-sionistas
Tras el cambio de gobierno, Sykes fue transferido a la Secretaría de la Oficina de Guerra como secretario político para Asuntos del Cercano Oriente, y encargado de reanudar las discusiones con los sionistas. A principios de 1917, a pesar de haber establecido previamente una relación con el líder sionista británico Moses Gaster, comenzó a buscar a otros líderes sionistas y fue presentado a Weizmann y Nahum Sokolow a finales de enero de 1917. El 7 de febrero de 1917 comenzaron las negociaciones oficiales entre Sykes y los líderes sionistas.

#### Finales de 1917: Progreso de una guerra más amplia
Durante el período de las discusiones del Gabinete de guerra británico que condujo a la declaración, la guerra más amplia había llegado a un período de estancamiento. En el Frente Occidental, la marea estaría inicialmente a favor de las Potencias Centrales durante la primavera de 1918, antes de decidirse a favor de los Aliados a partir de julio de 1918 en adelante. Aunque Estados Unidos había declarado la guerra a Alemania en la primavera de 1917, no sufrirían sus primeras bajas hasta el 2 de noviembre de 1917, momento en el que el presidente Wilson todavía estaría esperando evitar el envío de grandes contingentes de tropas a la guerra. Las fuerzas rusas se sabían distraídas por la reciente Revolución rusa y el creciente apoyo a la facción bolchevique, pero la República Rusa de Alexander Kerensky permaneció en la guerra y solo se retiraría después de la etapa final de la revolución el 7 de noviembre de 1917.

## Motivación

### Historiografía
Avi Shlaim dice que hay dos principales escuelas de pensamiento sobre los orígenes de la Declaración Balfour: una representada por Leonard Stein y la otra por Mayir Vereté. Señala que Stein no llega a conclusiones claras, que se sobreentiende en su narración que la declaración fue causada por la actividad y la habilidad de los sionistas; mientras que, según Vereté, fue por el trabajo de los pragmáticos obstinados motivados por los intereses imperiales británicos en el Medio Oriente. Gran parte de la erudición moderna, sobre la decisión de emitir la declaración, se centra en el movimiento sionista y las rivalidades dentro de él, con un debate clave para saber si el papel de Weizmann fue decisivo o si los británicos probablemente hubieran emitido una declaración similar en cualquier caso. Más recientemente, el historiador Martin Kramer ha argumentado que asegurar el asentimiento de los aliados de Gran Bretaña (Francia y Estados Unidos) y de la Santa Sede, que controlaba muchos Lugares Santos cristianos en Palestina, era una condición previa necesaria de la Declaración Balfour; y los ensayos de Gutwein, un giro a una vieja idea, afirmando que el acercamiento de Sykes a los sionistas era para perseguir una agenda política radical en nombre del gobierno británico.
Los cálculos geopolíticos detrás de la decisión de emitir la declaración fueron debatidos y discutidos en los años siguientes. Algunos historiadores sostienen que la decisión del gobierno británico refleja lo que James Gelvin llama «antisemitismo patricio», la sobreestimación del poder judío tanto en Estados Unidos como en Rusia. Además, los británicos pretendían evitar la previsible presión francesa para una administración internacional.
Los británicos creían que expresar su apoyo sería atractivo para los judíos en Alemania y particularmente en Estados Unidos, dado que dos de los asesores más cercanos de Woodrow Wilson eran conocidos como ávidos sionistas; también esperaban animar el apoyo de la gran población judía en Rusia.
Lloyd George, en sus Memorias publicadas en 1939, una lista de nueve factores que motivaron su decisión como primer ministro para emitir la declaración, incluyendo la opinión de que una presencia judía en Palestina fortalecería la posición de Gran Bretaña sobre el canal de Suez y reforzaría el camino hacia el dominio imperial de Gran Bretaña en la India. Lloyd George dijo a la Comisión Real Palestina en 1937 que la declaración fue realizada «debido a razones propagandísticas [...] en particular, la simpatía judía confirmaría el apoyo de los judíos estadounidenses, y haría más difícil para Alemania reducir sus compromisos militares y mejorar su posición económica en el frente oriental».

### Aprobaciones

#### Abril a junio: Discusiones aliadas
Según Schneer, Sykes tenía como objetivo la movilización del sionismo a la causa de la soberanía británica en Palestina para tener argumentos, para poner a Francia en apoyo de ese objetivo. En este punto, los sionistas todavía ignoraban el acuerdo Sykes-Picot, aunque tenían sus sospechas. En cuanto a los árabes, citando a Stein (de las notas de Sokolow de la reunión), Schneer escribe que Sykes dijo que «Los árabes declaraban que el lenguaje debía ser la medida [por la que debía determinarse el control de Palestina] y [por esa medida] podían reclamar toda Siria y Palestina. Sin embargo, los árabes podrían ser manejados, sobre todo si recibían el apoyo judío en otros asuntos».
El Gabinete de guerra había acordado previamente permitir que un destacamento de tropas musulmanas francesas acompañara a las fuerzas británicas cuando finalmente entraran en Palestina. Los franceses eligieron a Picot como Alto Comisionado francés para el pronto territorio ocupado de Siria y Palestina. Los británicos designaron a Sykes como oficial político principal de la Fuerza Expedicionaria Egipcia. El 3 de abril de 1917, Sykes se reunió con Lloyd George, Curzon y Hankey para recibir sus instrucciones a este respecto, a saber, mantener a los franceses de su lado mientras presionaba por una Palestina británica y «el Primer Ministro sugirió que Sir Mark Sykes no debería comprometerse políticamente con los árabes, y particularmente ningún [compromiso] con respecto a Palestina».
En el camino hacia oriente, Sykes primero fue a Francia, llegando algunos días después de Sokolow, quien mientras tanto se había encontrado con Picot y otros funcionarios franceses (según Schneer, cada uno de parte de Sykes y de Picot, representando a su gobierno respectivo, tratando de socavar el acuerdo Sykes-Picot a expensas del otro. «Los franceses están decididos a tomar la totalidad de Palestina», informó Sokolow a Weizmann) y luego convencieron al Ministerio de Relaciones Exteriores de Francia de aceptar para su estudio una declaración de objetivos sionistas, sus «desiderata con respecto a facilidades de colonización, autonomía comunal, derechos de lengua y el establecimiento de una compañía legalmente constituida judía».
La posición francesa respecto a Palestina (y al Levante) durante la preparación de la Declaración Balfour fue dictada en gran parte por los términos del acuerdo Sykes-Picot y se complicaron a partir del 23 de noviembre de 1915, al aumentar la conciencia francesa de las conversaciones británicas con el jerife de La Meca. La participación de Italia en la guerra, guiada por el Tratado de Londres, condujo finalmente al Acuerdo de Saint-Jean-de-Maurienne en abril de 1917; en esta conferencia, Lloyd George había planteado la cuestión de un protectorado británico de Palestina y la idea «había sido recibida muy fríamente» por los franceses y por los italianos. El Gabinete de guerra, al revisar esta conferencia el 25 de abril, «se inclinó a la idea de que tarde o temprano el Acuerdo de Sykes-Picot tendría que ser reconsiderado [...] No se deben tomar medidas en ese momento sobre ese asunto».

#### Junio y julio: Decisión de preparar una declaración

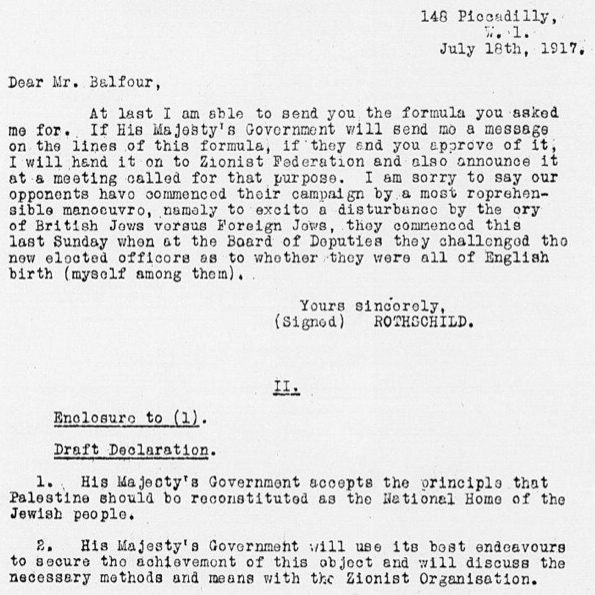
Una copia del borrador inicial de la declaración, de Lord Rothschild, junto con su carta de presentación, 18 de julio de 1917, desde os archivos del abinete de guerra británico.

El 13 de junio de 1917, el jefe del departamento de Asuntos del Medio Oriente del Ministerio de Relaciones Exteriores, Ronald Graham, conoció que los tres políticos más importantes (el primer ministro, el ministro de Relaciones Exteriores y el subsecretario Parlamentario de Relaciones Exteriores, Lord Robert Cecil) estaban todos a favor de apoyar al Movimiento Sionista; el mismo día, Weizmann había escrito a Graham para abogar por una declaración pública.
El 19 de junio, Balfour se reunió con Lord Rothschild y Weizmann, y les pidió que presentaran una fórmula para una declaración.
Tras recibir el proyecto de declaración de Lord Rothschild presentado por el Ministerio de Relaciones Exteriores el 18 de julio, el asunto fue sometido a consideración formal del Gabinete.

#### Septiembre y octubre: Consentimiento estadounidense y aprobación del Gabinete de guerra

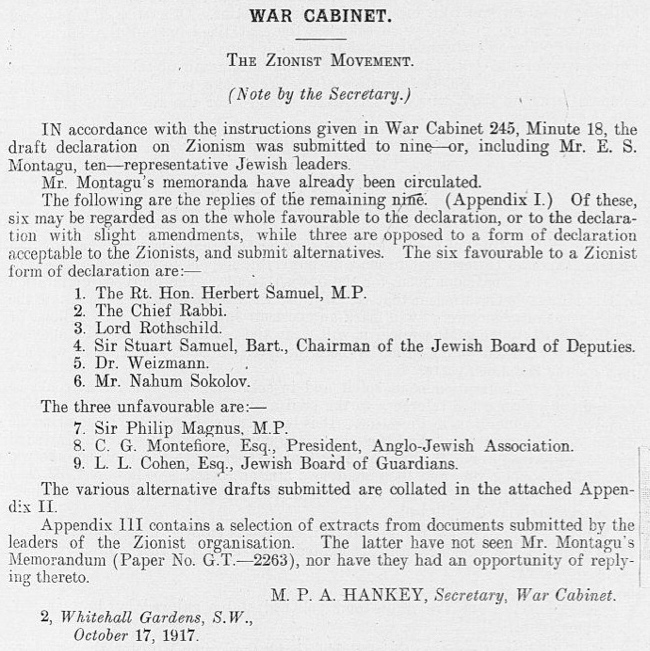
Como parte de las discusiones del Gabinete de Guerra, se buscaron opiniones de diez líderes judíos «representativos». Los partidarios eran cuatro miembros del equipo negociador sionista (Rothschild, Weizmann, Sokolow y Samuel), Stuart Samuel (el hermano mayor de Herbert Samuel) y el rabino principal Joseph Hertz. Aquellos en contra eran Montagu, Philip Magnus, Claude Montefiore y Lionel Cohen.

La decisión de emitir la declaración fue tomada por el Gabinete de guerra británico el 31 de octubre de 1917. Esto siguió a la discusión en cuatro reuniones del Gabinete de guerra (incluida la reunión del 31 de octubre) durante el espacio de los dos meses anteriores. Se solicitó el consentimiento del Presidente de los Estados Unidos durante el mismo período.
Los funcionarios británicos pidieron al presidente Wilson sus opiniones sobre el asunto en dos ocasiones: primero el 3 de septiembre, cuando respondió que el momento no era el adecuado; y más tarde el 6 de octubre, cuando estuvo de acuerdo con la publicación de la Declaración. Después de la entrada de Estados Unidos a la guerra a principios de abril, durante un mes (abril y mayo de 1917), Balfour había estado en Estados Unidos en la Misión Balfour y pasó mucho tiempo discutiendo el sionismo con el asesor de Wilson y líder sionista Louis Brandeis.
Con respecto al Gabinete de guerra, para ayudar a las discusiones, la Secretaría del Gabinete solicitó aclaraciones interministeriales, así como las opiniones del presidente Woodrow Wilson y en octubre, presentaciones formales de seis líderes sionistas y cuatro judíos no sionistas.
Extractos de las actas de estas cuatro reuniones del Gabinete de guerra proporcionan una descripción de los principales factores que los ministros consideraron:
- 3 de septiembre de 1917: «Con referencia a una sugerencia de que se podría aplazar el asunto, [Balfour] señaló que se trataba de una cuestión en la que el Ministerio de Relaciones Exteriores había estado muy presionado durante mucho tiempo. Había una organización muy fuerte y entusiasta, más particularmente en los Estados Unidos, que estaban fervientes en este asunto, y su creencia era que sería de la ayuda más sustancial a los aliados tener la diligencia y el entusiasmo de esta gente alistada en nuestro lado. No hacer nada era arriesgarse a una ruptura directa con ellos, y era necesario enfrentar esta situación».[103]

- 4 de octubre de 1917: «[...] [Balfour] señaló que el Gobierno alemán estaba haciendo grandes esfuerzos para captar la simpatía del Movimiento Sionista. Este Movimiento, aunque contrario a una serie de judíos ricos en este país, tenía detrás de él el apoyo de la mayoría de los judíos, en todo caso en Rusia y Estados Unidos, y posiblemente en otros países [...] El Sr. Balfour leyó entonces una muy simpática Declaración del Gobierno francés que había sido transmitida a los sionistas, y afirmó que sabía que el Presidente Wilson era extremadamente favorable al Movimiento».[104]

- 25 de octubre de 1917: «[...] el Secretario mencionó que estaba siendo presionado por el Ministerio de Relaciones Exteriores para plantear la cuestión del sionismo, cuyo arreglo temprano era considerado de gran importancia».[105]

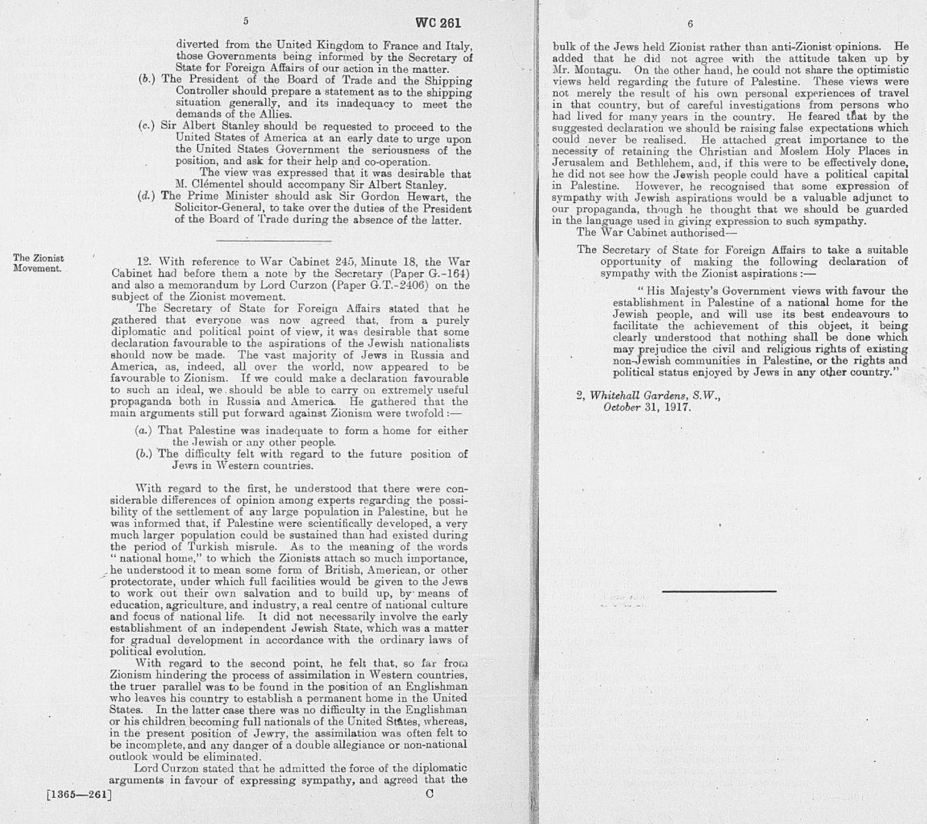
Acta del Gabinete de guerra británico, aprobando la emisión de la declaración, 31 de octubre de 1917.

- 31 de octubre de 1917: «[Balfour] afirmó que había llegado a la conclusión de que todos estaban de acuerdo en que, desde un punto de vista puramente diplomático y político, era deseable que se hiciera una declaración favorable a las aspiraciones de los nacionalistas judíos. La gran mayoría de los judíos en Rusia y Estados Unidos, como, de hecho, en todo el mundo, ahora parecía ser favorable al sionismo. Si pudiéramos hacer una declaración favorable a tal ideal, deberíamos ser capaces de llevar a cabo una propaganda extremadamente útil tanto en Rusia como en Estados Unidos».[106]

## Redacción

### Autores y evolución del borrador
Lloyd George y Balfour permanecieron en el gobierno hasta el colapso de la coalición en octubre de 1922. Bajo el nuevo gobierno conservador, se intentó identificar los antecedentes de la redacción. En enero de 1923 se produjo un memorando del Gabinete en el que se afirmaba que los autores principales eran Balfour, Sykes, Weizmann y Sokolow, con «tal vez Lord Rothschild como figura de fondo» y que «las negociaciones parecen haber sido principalmente orales y por medio de notas privadas y memorandos de los que solo los registros más escasos parecen estar disponibles».
En las décadas siguientes, la desclasificación de los archivos gubernamentales permitió a los estudiosos reconstruir la coreografía de la redacción de la declaración; en su ampliamente citado libro de 1961, Leonard Stein publicó cuatro borradores anteriores de la declaración. Stein ilustró la evolución de la redacción de la propuesta original de la Organización Sionista, seguida de varias iteraciones. La redacción comenzó con la orientación de Weizmann al equipo de redacción sionista sobre sus objetivos, en una carta fechada el 20 de junio de 1917 (un día después de su reunión con Rothschild y Balfour), que la declaración del gobierno británico debía indicar: «su convicción, su deseo o su intención de apoyar los objetivos sionistas para la creación de un hogar nacional judío en Palestina, no hay que hacer referencia a la cuestión del Poder protector porque eso pondría a los británicos en dificultades con los franceses; debe ser una declaración sionista».
Los autores subsecuentes han debatido sobre quién era realmente el «autor principal». En su libro póstumamente publicado de 1981, The Anglo-American Establishment, Carroll Quigley, profesor de historia de la Universidad de Georgetown, explicó su opinión de que el autor principal de la declaración era Lord Alfred Milner y, más recientemente, William D. Rubinstein, profesor de Historia Moderna en la Universidad de Aberystwyth, Gales, escribió que el político conservador y prosionista Leo Amery, como Subsecretario del Gabinete de guerra británico en 1917, debería ser considerado el principal autor de la declaración.
| Borrador                                        | Texto | Cambios |
| ----------------------------------------------- | --- | --- |
| Borrador sionista preliminar julio de 1917      | His Majesty's Government, after considering the aims of the Zionist Organization, accepts the principle of recognizing Palestine as the National Home of the Jewish people and the right of the Jewish people to build up its national life in Palestine under a protection to be established at the conclusion of peace following upon the successful issue of the War. His Majesty's Government regards as essential for the realization of this principle the grant of internal autonomy to the Jewish nationality in Palestine, freedom of immigration for Jews, and the establishment of a Jewish National Colonizing Corporation for the resettlement and economic development of the country. The conditions and forms of the internal autonomy and a Charter for the Jewish National Colonizing Corporation should, in the view of His Majesty's Government, be elaborated in detail and determined with the representatives of the Zionist Organization. | |
| Borrador de Lord Rothschild 12 de julio de 1917 | 1. His Majesty's Government accepts the principle that Palestine should be reconstituted as the national home of the Jewish people. 2. His Majesty's Government will use its best endeavours to secure the achievement of this object and will discuss the necessary methods and means with the Zionist Organisation. | 1. His Majesty’s Government ====== accepts the principle of recognizing that Palestine should be reconstituted as the national home of the Jewish people.====== 2. His Majesty's Government ======will use its best endeavours to secure the achievement of this object and will discuss the necessary methods and means with the Zionist Organisation. |
| Borrador de Balfour mediados de agosto de 1917  | His Majesty's Government accepts the principle that Palestine should be reconstituted as the national home of the Jewish people and will use their best endeavours to secure the achievement of this object and will be ready to consider any suggestions on the subject which the Zionist Organisation may desire to lay before them. | 1. His Majesty's Government accepts the principle that Palestine should be reconstituted as the national home of the Jewish people. and 2. His Majesty's Government will use its their best endeavours to secure the achievement of this object and will discuss the necessary methods and means with be ready to consider any suggestions on the subject which the Zionist Organisation may desire to lay before them. |
| Borrador de Milner fines de agosto de 1917      | His Majesty's Government accepts the principle that every opportunity should be afforded for the establishment of a home for the Jewish people in Palestine and will use its best endeavours to facilitate the achievement of this object and will be ready to consider any suggestions on the subject which the Zionist organisations may desire to lay before them. | His Majesty's Government accepts the principle that Palestine should be reconstituted as the national home of every opportunity should be afforded for the establishment of a home for the Jewish people in Palestine and will use their its best endeavours to secure facilitate the achievement of this object and will be ready to consider any suggestions on the subject which the Zionist Ooorganisations may desire to lay before them. |
| Borrador Milner–Amery 4 de octubre de 1917      | His Majesty's Government views with favour the establishment in Palestine of a national home for the Jewish race, and will use its best endeavours to facilitate the achievement of this object, it being clearly understood that nothing shall be done which may prejudice the civil and religious rights of existing non-Jewish communities in Palestine or the rights and political status enjoyed in any other country by such Jews who are fully contented with their existing nationality. | His Majesty's Government accepts the principle that every opportunity should be afforded for views with favour the establishment in Palestine of a national home for the Jewish people in Palestine race, and will use its best endeavours to facilitate the achievement of this object and will be ready to consider any suggestions on the subject which the Zionist organisations may desire to lay before them , it being clearly understood that nothing shall be done which may prejudice the civil and religious rights of existing non-Jewish communities in Palestine or the rights and political status enjoyed in any other country by such Jews who are fully contented with their existing nationality. |
| Versión final                                   | His Majesty's Government view with favour the establishment in Palestine of a national home for the Jewish people, and will use their best endeavours to facilitate the achievement of this object, it being clearly understood that nothing shall be done which may prejudice the civil and religious rights of existing non-Jewish communities in Palestine, or the rights and political status enjoyed by Jews in any other country. | His Majesty’s Government views with favour the establishment in Palestine of a national home for the Jewish race, and will use its their best endeavours to facilitate the achievement of this object, it being clearly understood that nothing shall be done which may prejudice the civil and religious rights of existing non-Jewish communities in Palestine, or the rights and political status enjoyed by Jews in any other country by such Jews who are fully contented with their existing nationality. |

## La Declaración
Foreign Office,

November 2nd, 1917.

Dear Lord Rothschild,

I have much pleasure in conveying to you, on behalf of His Majesty's Government, the following declaration of sympathy with Jewish Zionist aspirations which has been submitted to, and approved by, the Cabinet:

"His Majesty's Government view with favour the establishment in Palestine of a national home for the Jewish people, and will use their best endeavours to facilitate the achievement of this object, it being clearly understood that nothing shall be done which may prejudice the civil and religious rights of existing non-Jewish communities in Palestine, or the rights and political status enjoyed by Jews in any other country"

I should be grateful if you would bring this declaration to the knowledge of the Zionist Federation.

Yours sincerely

Arthur James Balfour

Traducción:
Foreign Office,

2 de noviembre de 1917.

Estimado Lord Rothschild:

Tengo el placer de dirigirle, en nombre del Gobierno de Su Majestad, la siguiente declaración de simpatía hacia las aspiraciones de los judíos sionistas, que ha sido sometida, y aprobada, por el Gabinete:

«El Gobierno de Su Majestad contempla con beneplácito el establecimiento en Palestina de un hogar nacional para el pueblo judío y hará uso de sus mejores esfuerzos para facilitar la realización de este objetivo, entendiéndose claramente que no se hará nada que pueda perjudicar los derechos civiles y religiosos de las comunidades no judías existentes en Palestina, o los derechos y el estatus político de los judíos en cualquier otro país».

Le quedaré agradecido si pudiera poner esta declaración en conocimiento de la Federación Sionista.

Sinceramente suyo,

Arthur James Balfour

## Términos
La versión acordada de la declaración, una sola oración de tan solo 67 palabras, fue enviada en una breve carta de Balfour a Walter Rothschild, para ser transmitida a la Federación Sionista de Gran Bretaña e Irlanda el 2 de noviembre de 1917. La declaración contenía cuatro cláusulas, de las cuales las dos primeras prometieron apoyar «el establecimiento en Palestina de un hogar nacional para el pueblo judío», seguidas de dos «cláusulas de salvaguarda» con respecto a «los derechos civiles y religiosos de las comunidades no judías existentes en Palestina», y «los derechos y el estatus político de los judíos en cualquier otro país».

### Hogar nacional para el pueblo judío vs. Estado judío
La frase «hogar nacional» se usó intencionalmente en lugar de «Estado» por oposición al programa sionista dentro del gabinete británico, aunque los principales arquitectos de la declaración consideraron que un Estado judío surgiría con el tiempo. El término «hogar nacional» era intencionalmente ambiguo. Por ejemplo, la expresión «hogar nacional» carecía de valor jurídico o precedente en el derecho internacional, por lo que su significado no era claro en comparación con otros términos como «Estado».
Se ha buscado una explicación de la redacción en la correspondencia que condujo a la versión final de la declaración. Tras la discusión del borrador inicial, el secretario del Gabinete, Mark Sykes, se reunió con los negociadores sionistas para aclarar sus objetivos. Su informe oficial al gabinete declaró categóricamente que los sionistas no querían «establecer una República judía o cualquier otra forma de Estado en Palestina o en cualquier parte de Palestina», sino que preferían alguna forma de protectorado como estaba dispuesto en el Mandato de Palestina.
Al aprobar la Declaración Balfour, Leopold Amery, uno de los secretarios del Gabinete de Guerra Británico de 1917-18, testificó bajo juramento ante el Comité Angloamericano de Investigación en enero de 1946, de su conocimiento personal que:

La frase «el establecimiento en Palestina de un Hogar Nacional para el pueblo judío» fue concebida y comprendida por todos los interesados en el momento de la Declaración Balfour, según la cual Palestina se convertiría finalmente en una «Commonwealth judía» o un «Estado judío», si solo los judíos vinieran y se establecieran allí en número suficiente.

David Lloyd George, que era primer ministro en el momento de la declaración, dijo a la Comisión Real Palestina en 1937 que se pensaba que Palestina podría convertirse en una Commonwealth judía si y cuando los judíos «se hubieran convertido en una mayoría definida de los habitantes».

La idea era, y esta era la interpretación que se hacía entonces, de que un Estado judío no debía ser establecido inmediatamente por el Tratado de paz sin referencia a los deseos de la mayoría de los habitantes. Por otra parte, se contemplaba que cuando llegara el momento de acordar instituciones representativas a Palestina, si los judíos hubieran respondido mientras tanto a la oportunidad que les ofrecía la idea de un hogar nacional y se hubieran convertido en una mayoría definitiva de los habitantes, entonces Palestina se convertiría así en una Commonwealth judía.

Tanto la Organización Sionista como el gobierno británico dedicaron sus esfuerzos a negar que su intención fuera establecer un Estado durante las décadas siguientes, incluso en el Libro Blanco de 1922 de Winston Churchill. Sin embargo, en privado, muchos funcionarios británicos estaban de acuerdo con la interpretación de los sionistas de que un Estado se establecería cuando se alcanzara una mayoría judía; en particular, en una reunión privada celebrada el 22 de julio de 1922 en la casa de Balfour, Richard Meinertzhagen afirma que tanto Balfour como Lloyd George admitieron que un eventual Estado judío siempre había sido su intención. Nótese, sin embargo, que Meinertzhagen ha sido objeto de críticas, notablemente por Brian Garfield, quien señala: «él pretende que sus extensos "diarios" eran expedientes de acontecimientos mientras que estaban ocurriendo. Pero, de hecho, son memorias, creadas y recreadas mucho después de los acontecimientos, con la retrospectiva del autor (y, con frecuencia, ficticias)».

### Alcance del Hogar Nacional «en Palestina»
La elección de declarar tal patria se encontraría «en Palestina» en lugar de «de Palestina» tampoco fue un accidente. Con respecto al alcance del Hogar Nacional Judío, el borrador inicial de la declaración, contenido en una carta enviada por Rothschild a Balfour, se refería al principio de que «Palestina debería ser reconstituida como el Hogar Nacional del pueblo judío». En el texto final, siguiendo la enmienda de Lord Milner, la palabra «reconstituida» fue removida y reemplazada por «en».
De este modo, este texto evitaba comprometer la totalidad de Palestina al Hogar Nacional Judío, resultando en controversias en años futuros sobre el alcance previsto. Esto fue subsecuentemente clarificado por el Libro Blanco de Churchill de 1922, que escribió que «los términos de la declaración mencionada no contemplan que Palestina en su totalidad debe convertirse en un Hogar Nacional Judío, sino que tal Hogar debe ser fundado ‹en Palestina›».
La declaración no incluía límites geográficos para Palestina. Tras el final de la guerra, tres documentos (la declaración, la correspondencia Husayn-McMahon y el acuerdo Sykes-Picot) se convirtieron en la base de las negociaciones para establecer los límites de Palestina.

### Derechos civiles y religiosos de las comunidades no judías en Palestina
La primera cláusula de salvaguarda de la declaración se refería a la protección de los derechos civiles y religiosos de los no judíos en Palestina. La cláusula había sido redactada junto con la segunda salvaguarda de Leo Amery en discusión con Lord Milner, con la intención de «ir a una distancia razonable para reunirse con los objetores, tanto judíos como proárabes, sin menoscabar la sustancia de la declaración propuesta».
Los «no judíos» constituían el 90% de la población de Palestina; Ronald Storrs, gobernador militar británico de Jerusalén entre 1917 y 1920, describió que esta comunidad había observado que «no habían sido nombrados como árabes, musulmanes o cristianos, sino agrupados bajo la negativa y humillante definición de ‹comunidades no judías› y relegadas a condiciones subordinadas». También se señaló que no había ninguna referencia a la protección del «estatus político» o los derechos políticos de estas comunidades, como existía en la subsiguiente salvaguarda relativa a los judíos en otros países. Esta protección fue frecuentemente comparada con el compromiso con la comunidad judía, y a lo largo de los años se usaron una variedad de términos para referirse a estas dos obligaciones juntas.
Balfour declaró en febrero de 1919 que Palestina se consideraba un caso excepcional en el que «deliberadamente y con razón nos negamos a aceptar el principio de autodeterminación», aunque consideró que la política proporcionaba autodeterminación a los judíos. Avi Shlaim considera que esta es la «mayor contradicción» de la declaración. Este principio de autodeterminación había sido declarado en numerosas ocasiones después de la declaración: los Catorce Puntos del presidente Wilson (enero de 1918), la Declaración a los Siete de McMahon (junio de 1918), la Declaración Anglo-Francesa (noviembre de 1918) y el Pacto de la Sociedad de Naciones (junio de 1919), que estableció el sistema de mandato. En un memorando de agosto de 1919, Balfour reconoció la inconsistencia entre estas declaraciones, y explicó además que los británicos no tenían intención de consultar a la población existente de Palestina. Los resultados de la Comisión estadounidense de Investigación King-Crane sobre la consulta a la población local fueron posteriormente suprimidos durante tres años hasta que se filtró el informe en 1922. Los gobiernos británicos subsiguientes reconocieron esta deficiencia, como el comité de 1939 encabezado por el Lord canciller, Frederic Maugham, que concluyó que el gobierno no había sido «libre de disponer de Palestina sin tener en cuenta los deseos e intereses de los habitantes de Palestina» y la declaración de abril de 2017 de la ministra británica de Relaciones Exteriores, la Baronesa Anelay, de que el Gobierno reconoció que «la Declaración debería haber pedido la protección de los derechos políticos de las comunidades no judías en Palestina, en particular su derecho a la autodeterminación».

### Derechos y estatus político de los judíos en otros países

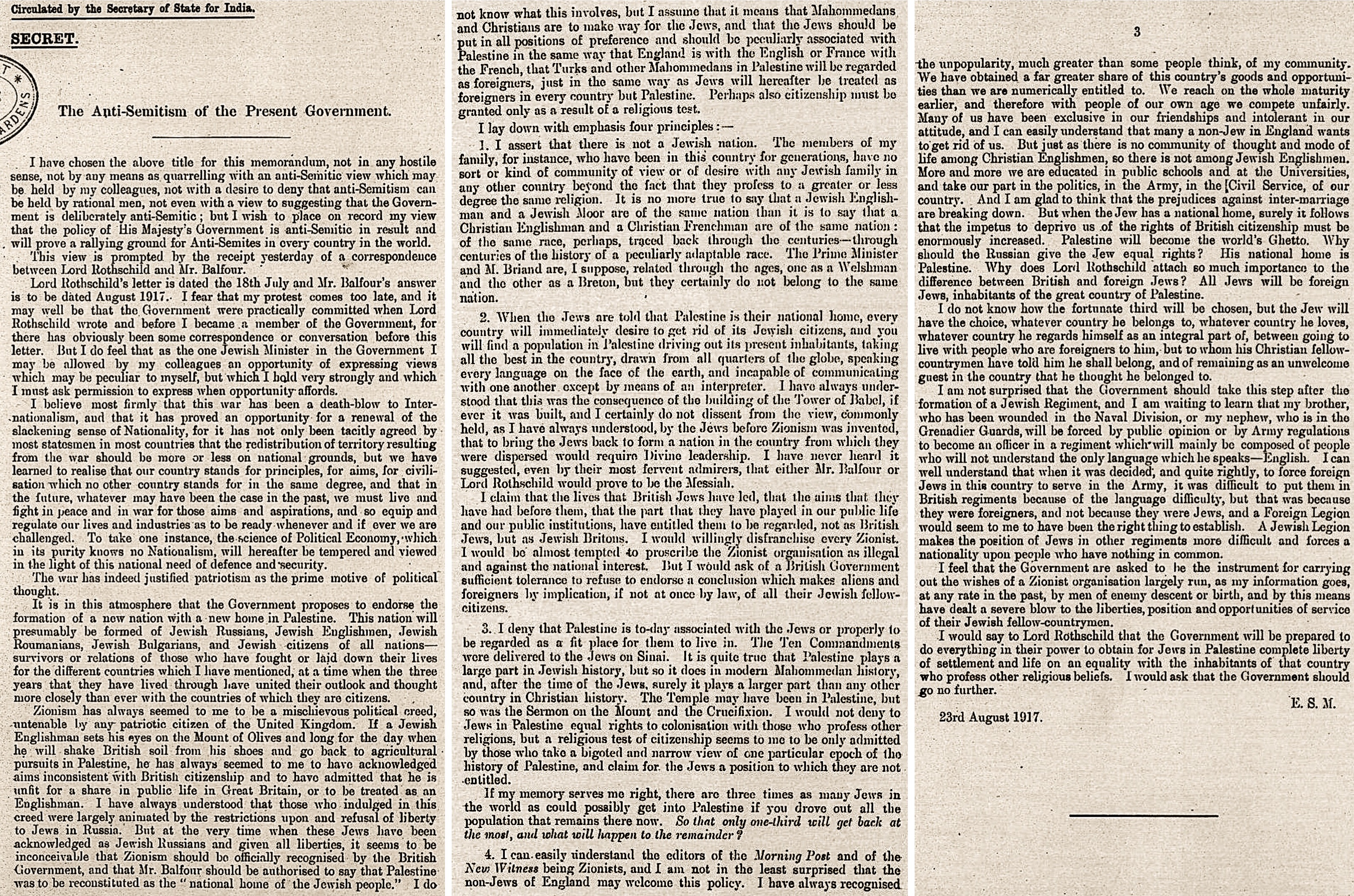
Edwin Samuel Montagu, el único judío en una posición de alto nivel en el gobierno británico, escribió un memorando el 23 de agosto de 1917, donde declaraba su creencia en que: «La política del Gobierno de Su Majestad es antisemita en resultado y proveerá un punto de encuentro para los antisemitas en cada país del mundo».

La segunda cláusula de salvaguarda era un compromiso de que no se debería hacer nada que pudiera perjudicar los derechos de las comunidades judías en otros países fuera de Palestina.
Los borradores originales de Rothschild, Balfour y Milner no incluyeron esta salvaguardia, que fue redactada junto con la anterior a principios de octubre. Reflejaba la oposición de miembros influyentes de la comunidad anglo-judía. La Comisión Conjunta Extranjera de la Junta de Diputados de los Judíos Británicos y la Asociación Anglo-Judía publicaron una carta en The Times el 24 de mayo de 1917, titulada Views of Anglo-Jewry y firmada por los presidentes de los dos organizaciones, David Lindo Alexander y Claude Montefiore, mostrando su opinión sobre que «el establecimiento de una nacionalidad judía en Palestina, fundada en esta teoría de la inexistencia de una patria, tendría el efecto en todo el mundo de marcar a los judíos como extraños en sus tierras natales y de socavar su posición duramente ganada como ciudadanos y nacionales de estas tierras». Esto fue seguido a finales de agosto por Edwin Samuel Montagu, un influyente judío antisionista y Secretario de Estado para la India. Montagu, el único miembro judío del gabinete británico, expresó su oposición declarando:
La política del Gobierno de Su Majestad es antisemita en resultado y proveerá un punto de encuentro para los antisemitas en cada país del mundo.
Lord Rothschild tomó la excepción a la nueva cláusula sobre la base de que presuponía la posibilidad de un peligro para los no sionistas, lo que negó.

## Reacción
El texto de la declaración fue publicado en la prensa una semana después de su firma, el 9 de noviembre de 1917.

### Acuerdo Sykes-Picot expuesto
El gobierno zarista era una parte menor en el acuerdo Sykes-Picot y cuando, después de la revolución rusa, los bolcheviques publicaron el acuerdo en los diarios Izvestia y Pravda el 23 de noviembre de 1917 y en el The Guardian británico el 26 de noviembre de 1917; «los británicos estaban avergonzados, los árabes consternados y los turcos encantados».
Los sionistas habían sido conscientes de los esbozos del acuerdo desde abril, y específicamente la parte relevante para Palestina, después de una reunión entre Weizmann y Sir Ronald Cecil, donde Weizmann dejó muy claras sus objeciones al esquema propuesto. En una reunión privada en Londres el 1 de diciembre de 1918, el primer ministro francés Georges Clemenceau y Lloyd George aceptaron ciertas modificaciones al acuerdo Sykes-Picot, incluido el control británico de Palestina.

### Reacción sionista

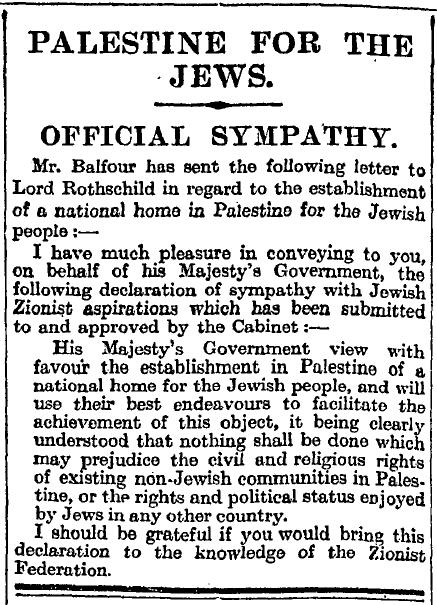
La Declaración Balfour, publicada en The Times, 9 de noviembre de 1917.

La publicación de la intención galvanizó al sionismo, que finalmente había obtenido un estatuto oficial. Se publicó por primera vez en los periódicos el 9 de noviembre y se distribuyeron folletos por las comunidades judías. Estos folletos fueron lanzados desde el aire sobre las comunidades judías en Alemania y Austria, así como la Zona de Asentamiento, que había sido entregado a las Potencias Centrales después de la retirada rusa.
Weizmann había argumentado que una consecuencia de tal compromiso público por parte de Gran Bretaña, que hacía del establecimiento de una patria judía en Palestina uno de los objetivos de guerra de los Aliados, era que tendría tres efectos: obligaría a Rusia a mantener la presión sobre Alemania desde el Frente Oriental, puesto que los judíos habían sido prominentes en la revolución de marzo de 1917; reuniría a la gran comunidad judía en Estados Unidos para presionar por una mayor financiación para el esfuerzo de guerra estadounidense, en curso desde abril de ese año; y, por último, que socavaría el apoyo judío alemán al Káiser Wilhelm II.
El sionismo americano todavía estaba en su infancia; para 1914 la Federación Sionista tenía un presupuesto pequeño de alrededor de $ 5000 y solo 12 000 miembros, a pesar de una población judía estadounidense de tres millones. Sin embargo, las organizaciones sionistas habían tenido éxito recientemente, después de una demostración de fuerza dentro de la comunidad judía estadounidense, en la organización de un congreso judío para debatir el problema judío en su conjunto. Esto impactó los cálculos del gobierno británico y francés sobre el equilibrio de poder dentro del público judío estadounidense.
En la campaña del Sinaí y Palestina en curso, tanto Gaza como Jaffa cayeron varios días después. Una vez bajo la ocupación militar británica, fueron posibles grandes transferencias de fondos y un gran esfuerzo comenzó a drenar la tierra pantanosa del valle de Jezreel, cuya redención como el granero de Palestina se convirtió en la prioridad de los colonos de la tercera Aliyá, provenientes principalmente de Europa Oriental.
La declaración estimuló un aumento involuntario y extraordinario en el número de partidarios del sionismo estadounidense; en 1914, las 200 sociedades sionistas estadounidenses abarcaban un total de 7500 miembros, que crecieron a 30 000 miembros en 600 sociedades para 1918 y 149 000 miembros en 1919. Mientras que los británicos habían considerado que la declaración reflejaba un predominio previamente establecido de la posición sionista en el pensamiento judío, fue la propia declaración la que posteriormente fue responsable de la legitimidad y el liderazgo del sionismo.
En agosto de 1919, Balfour aprobó la solicitud de Weizmann de nombrar en su honor al primer asentamiento de la posguerra en el Mandato de Palestina, «Balfouria». Se pensaba que sería un modelo de asentamiento para la futura actividad judía estadounidense en Palestina.
El 24 de abril de 1920, Lloyd George pidió a Herbert Louis Samuel, parlamentario sionista cuyo memorando de 1915 había enmarcado el inicio de las discusiones en el gabinete británico, actuar como el primer gobernador civil de la Palestina británica, en sustitución de la anterior administración militar que había gobernado la zona desde la guerra. Poco después de tomar el cargo en julio de 1920, dio una lectura en la sinagoga Hurva en Jerusalén, que, según sus memorias, llevó a la congregación de los ancianos colonos a sentir que el «cumplimiento de la antigua profecía podría por fin estar al alcance».
Desde 1918 hasta la Segunda Guerra Mundial, los judíos del Mandato de Palestina celebraron el día de Balfour como una fiesta nacional anual el 2 de noviembre. Las celebraciones incluyeron ceremonias en escuelas y otras instituciones públicas y artículos festivos en la prensa hebrea.

### Oposición en Palestina
La comunidad cristiana y musulmana local de Palestina, que constituía casi el 90 % de la población, se opuso firmemente a la declaración. Como lo describió el filósofo palestino-americano Edward Said en 1979, se percibió que se hacía: «(a) por una potencia europea, (b) sobre un territorio no europeo, (c) en un plano desprecio tanto de la presencia y los deseos de la mayoría nativa residente en ese territorio, y (d) tomaban la forma de una promesa sobre este mismo territorio a otro grupo extranjero».
Según la Comisión King-Crane de 1919, «Ningún oficial británico, consultado por los comisionados, creyó que el programa sionista podría ser llevado a cabo excepto por la fuerza de las armas». Una delegación de la Asociación Musulmana-Cristiana, encabezada por Musa al-Husayni, expresó su desaprobación pública el 3 de noviembre de 1918, un día después del desfile de la Comisión Sionista que conmemoraba el primer aniversario de la Declaración Balfour. Entregaron una petición firmada por más de 100 notables a Ronald Storrs, el gobernador militar de la Administración del Territorio Enemigo Ocupado (OETA):
Hemos notado ayer una gran multitud de judíos llevando pancartas y corriendo por las calles gritando palabras que dañaban el sentimiento y herían el alma. Pretenden con voz abierta que Palestina, que es la Tierra Santa de nuestros padres y el cementerio de nuestros antepasados, que ha sido habitada por los árabes desde hace mucho tiempo, que la amaron y murieron en su defensa, es ahora un hogar nacional para ellos [...] Nosotros los árabes, musulmanes y cristianos, siempre hemos simpatizado profundamente con los judíos perseguidos y sus desgracias en otros países [...] Pero hay una gran diferencia entre esa simpatía y la aceptación que de esa nación [...] gobierne sobre nosotros y disponga sobre nuestros asuntos.
El grupo también protestó contra el hecho de que se llevaran nuevas «banderas blancas y azules con dos triángulos invertidos en el medio», señalando a la atención de las autoridades británicas las graves consecuencias de cualquier implicación política en la elevación de las banderas. Más tarde ese mes, en el primer aniversario de la ocupación de Jaffa por los británicos, la Asociación Musulmana-Cristiana envió un memorando y una petición extensos al gobernador militar, que protestaba una vez más cualquier formación de un Estado judío.

### Respuesta árabe en general
En el mundo árabe en general, la declaración fue vista como una traición de los entendimientos británicos de la guerra con los árabes. El jerife de La Meca y otros líderes árabes consideraron la declaración como una violación de un compromiso anterior hecho en la correspondencia McMahon-Husayn a cambio de lanzar la Rebelión árabe.
Después de la publicación de la declaración, los británicos enviaron al comandante David George Hogarth para ver a Husayn en enero de 1918 con el mensaje de que la «libertad política y económica» de la población palestina no estaba en cuestión. Hogarth informó que Husayn «no aceptaría un Estado judío independiente en Palestina, ni se me instruyó para advertirle que tal estado era contemplado por Gran Bretaña». Husayn también había tomado conocimiento del acuerdo Sykes-Picot, cuando fue filtrado por el nuevo gobierno soviético en diciembre de 1917, pero se satisfizo con dos telegramas insinceros de Sir Reginald Wingate, que había sustituido a McMahon como Alto Comisionado de Egipto, asegurándole que los compromisos británicos con los árabes seguían siendo válidos y que el acuerdo Sykes-Picot no era un Tratado formal.
La continua inquietud árabe por las intenciones de los Aliados también llevó durante 1918 la Declaración Británica a los Siete y la Declaración Anglo-Francesa, prometiendo «la completa y definitiva liberación de los pueblos que durante tanto tiempo han sido oprimidos por los turcos, y la creación de gobiernos y administraciones nacionales que deriven su autoridad del libre ejercicio de la iniciativa y de la elección de las poblaciones nativas».
Representantes sionistas y árabes firmaron el acuerdo Faisal-Weizmann (3 de enero de 1919), un acuerdo de corta duración para la cooperación árabe-judía en el desarrollo de una patria judía en Palestina, que Faisal entendió equivocadamente como dentro de un reino árabe. Faisal trató a Palestina de manera diferente en su presentación en la Conferencia de Paz el 6 de febrero de 1919 diciendo «Palestina, en virtud de su carácter universal, se deja de lado para la consideración mutua de todas las partes interesadas». El acuerdo nunca fue implementado.

### La Santa Sede
El diplomático sionista Nahum Sokolow recibió una audiencia sobre el asentamiento judío en Palestina y el estatus de los Lugares Santos con el papa Benedicto XV a principios de mayo. El papa expresó su simpatía general y su apoyo al deseo sionista de inmigración y colonización, restringido bajo el dominio otomano.
Con el advenimiento de la Declaración Balfour y la entrada británica en Jerusalén el 9 de diciembre, la Santa Sede revirtió su anterior actitud de simpatía hacia el sionismo y adoptó una postura de oposición que iba a continuar durante algún tiempo.

### Respuesta de las Potencias Centrales
Inmediatamente después de la publicación de la Declaración Balfour, se produjeron respuestas tácticas de las Potencias Centrales. Dos semanas después de la declaración, Ottokar von Czernin, ministro austríaco de Relaciones Exteriores, dio una entrevista a Arthur Hantke, presidente de la Federación Sionista de Alemania, prometiendo que su gobierno influiría sobre los turcos una vez que terminara la guerra. El 12 de diciembre, el Gran Visir otomano, Talaat Pasha, concedió una entrevista al periódico alemán Vossische Zeitung, publicada el 31 de diciembre, y posteriormente publicada en el periódico judío-alemán Jüdische Rundschau el 4 de enero de 1918, en el que se refirió a la Declaración como «une blague» (un engaño) y prometió que bajo el dominio otomano «todos los deseos justificables de los judíos en Palestina podrían encontrar su cumplimiento» sujetos a la capacidad de absorción del país. Esta declaración turca fue aprobada por el Ministerio de Relaciones Exteriores alemán el 5 de enero de 1918. El 8 de enero de 1918, para abogar por un mayor progreso, se formó una Sociedad Judío-Alemana, denominada Unión de Organizaciones Judías Alemanas para la Protección de los Derechos de los Judíos Del Este (VJOD).
Después de la guerra, el Tratado de Sèvres fue firmado por el Imperio otomano el 10 de agosto de 1920. El tratado disolvió el Imperio otomano, obligando a Turquía a renunciar a la soberanía sobre gran parte del Medio Oriente. El artículo 95 del tratado incorpora los términos de la Declaración Balfour con respecto a «la administración de Palestina, dentro de los límites que determinen las Principales Potencias Aliadas». Dado que la inclusión de la Declaración Balfour en el tratado no afectó al estatus jurídico de la Declaración Balfour ni del Mandato, tampoco tuvo efecto cuando Sèvres fue reemplazado por el Tratado de Lausana, que no incluía ninguna referencia a la Declaración Balfour.
En 1922, el teórico antisemita alemán Alfred Rosenberg, en su principal contribución a la teoría nazi sobre el sionismo, Der Staatsfeindliche Zionismus (Sionismo, el Enemigo del Estado), acusó a los sionistas alemanes de trabajar por una derrota alemana y apoyar a Gran Bretaña para la implementación de la Declaración Balfour, en una versión de la leyenda de la puñalada por la espalda.

### Estados Unidos
En 1922, el Congreso estadounidense respaldó oficialmente el apoyo de este país a través de la aprobación de la Resolución Lodge-Fish, a pesar de la oposición del Departamento de Estado.
Davidson sostiene que el presidente Wilson y el Congreso no hicieron caso a los valores democráticos, en favor del «romanticismo bíblico», cuando endosaron la declaración y apuntan a un lobby prosionista, que estaba activo en un momento en que no se escuchaba al pequeño número de árabes estadounidenses no organizados.

### Evolución de la opinión británica
Aunque no condujeron a nada, durante 1917 y 1918 los turcos hicieron las ofertas informales de la paz a los británicos. En la segunda y tercera semanas de noviembre de 1917, después de la firma de la Declaración Balfour, el Gabinete de Guerra consideró qué términos podría ofrecer para dividir el Imperio otomano. Tanto Milner como Smuts estaban dispuestos a dejar a Palestina bajo la soberanía nominal otomana y este punto de vista, respaldado por Lloyd George, prevaleció incluso sobre las objeciones del Ministerio de Relaciones Exteriores y Lord Curzon.
En octubre de 1919, Lord Curzon sucedió a Balfour como ministro de Relaciones Exteriores. Curzon se había opuesto a la Declaración Balfour antes de su publicación y, por lo tanto, decidió seguir con una política acorde con su «estrecha y más prudente [interpretación] en lugar de la más amplia interpretación». Después del nombramiento de Bonar Law como primer ministro a fines de 1922, Curzon escribió a Law que consideraba la declaración como «el peor» de los compromisos de Gran Bretaña en el Medio Oriente y «una contradicción sorprendente de nuestros principios públicamente declarados». Curzon había sido miembro del Gabinete de 1917 que había aprobado la declaración, y según Sir David Gilmour, Curzon había sido «la única figura importante en el gobierno británico en ese momento que previó que su política llevaría a décadas de hostilidad árabe-judía».
En agosto de 1920, el informe de la Comisión Palin, la primera de una larga serie de Comisiones de Investigación sobre la cuestión de Palestina durante el período del Mandato, afirmó que «la Declaración Balfour [...] es sin duda el punto de partida de todo el problema». La conclusión del informe menciona tres veces la Declaración Balfour, afirmando que «las causas de la alienación y exasperación de los sentimientos de la población de Palestina» incluyen:
- Incapacidad para conciliar la política de autodeterminación de los Aliados con la Declaración Balfour, dando lugar a una sensación de traición e intensa inquietud por su futuro;[221]
- Malentendido del verdadero significado de la Declaración Balfour y el olvido de las garantías allí determinadas, debido a la retórica suelta de los políticos y a las declaraciones y escritos exagerados de personas interesadas, principalmente sionistas;[221] y
- La indiscreción y agresión sionista desde la Declaración Balfour agravan tales temores.[221]

La opinión pública y gubernamental británica se volvió cada vez menos favorable al compromiso que se había hecho con la política sionista. En febrero de 1922 Churchill telegrafió a Samuel, que para entonces había sido nombrado Alto Comisionado para Palestina, pidiendo recortes en el gasto y señalando:
En ambas Cámaras del Parlamento se produce un creciente movimiento de hostilidad contra la política sionista en Palestina, que será estimulada por los recientes artículos de Northcliffe. No concedo una importancia indebida a este movimiento, pero es cada vez más difícil afrontar el argumento de que es injusto pedir al contribuyente británico, ya abrumado con impuestos, que asuma el costo de imponer a Palestina una política impopular.
Tras la publicación del Libro Blanco de Churchill en junio de 1922, la Cámara de los Lores rechazó un Mandato de Palestina que incorporara la Declaración Balfour por 60 votos contra 25, tras una moción impulsada por Lord Islington. La votación demostró ser solamente simbólica pues fue subsiguientemente anulada por una votación en la Cámara de los Comunes después de un pivote táctico y una variedad de promesas hechas por Churchill. La redacción de la declaración se incorporó así en el Mandato británico para Palestina, un instrumento legal que creó el Mandato de Palestina con el propósito explícito de poner en vigencia la declaración. A diferencia de la propia declaración, el Mandato era jurídicamente vinculante para el Gobierno británico.

## Impacto a largo plazo
La declaración tuvo dos consecuencias indirectas: la aparición de un Estado judío y un estado crónico de conflicto entre árabes y judíos en todo Oriente Medio. Con respecto a este último, la declaración ha sido descrita como el «pecado original» con respecto al fracaso de Gran Bretaña en Palestina y por eventos más amplios en esa región. A partir de 1920, estalló el conflicto intercomunitario en el Mandato de Palestina, que se amplió en el regional conflicto árabe-israelí, a menudo referido como el «conflicto más intratable» del mundo. El conflicto árabe-israelí en un sentido más amplio se desarrolló principalmente entre 1948 y 1973, pero continúa hoy en día, principalmente en la forma del conflicto israelí-palestino más localizado. La participación de Gran Bretaña en esto se convirtió en una de las partes más polémicas de la historia de su Imperio, y dañó su reputación en el Medio Oriente por generaciones. Según Elizabeth Monroe, «medida solamente por los intereses británicos, [la Declaración] fue uno de los mayores errores de su historia imperial».
El estudio de 2010 de Jonathan Schneer concluyó que debido a que la elaboración de la declaración se caracterizó por «contradicciones, engaños, malas interpretaciones e ilusiones», la declaración sembró dientes de dragón y «produjo una cosecha asesina, y seguimos cosechando aún hoy». La piedra fundacional para el Israel moderno había sido puesta, pero la predicción de que esto sentaría las bases para una armoniosa cooperación árabe-judía resultó ser una ilusión. Después de la revuelta árabe de Palestina de 1936-1939, la Cámara de los Comunes aprobó el Libro Blanco de 1939 y, aunque esta política duró hasta que los británicos renunciaron al Mandato en 1948, solo sirvió para resaltar la dificultad fundamental para cumplir con las obligaciones del Mandato.
La declaración también tuvo un impacto significativo en los judíos religiosos, con algunos viendo su venida como una providencia divina; esto estimulaba al sionismo religioso y desalentaba el tradicional antisionismo religioso.

## El documento

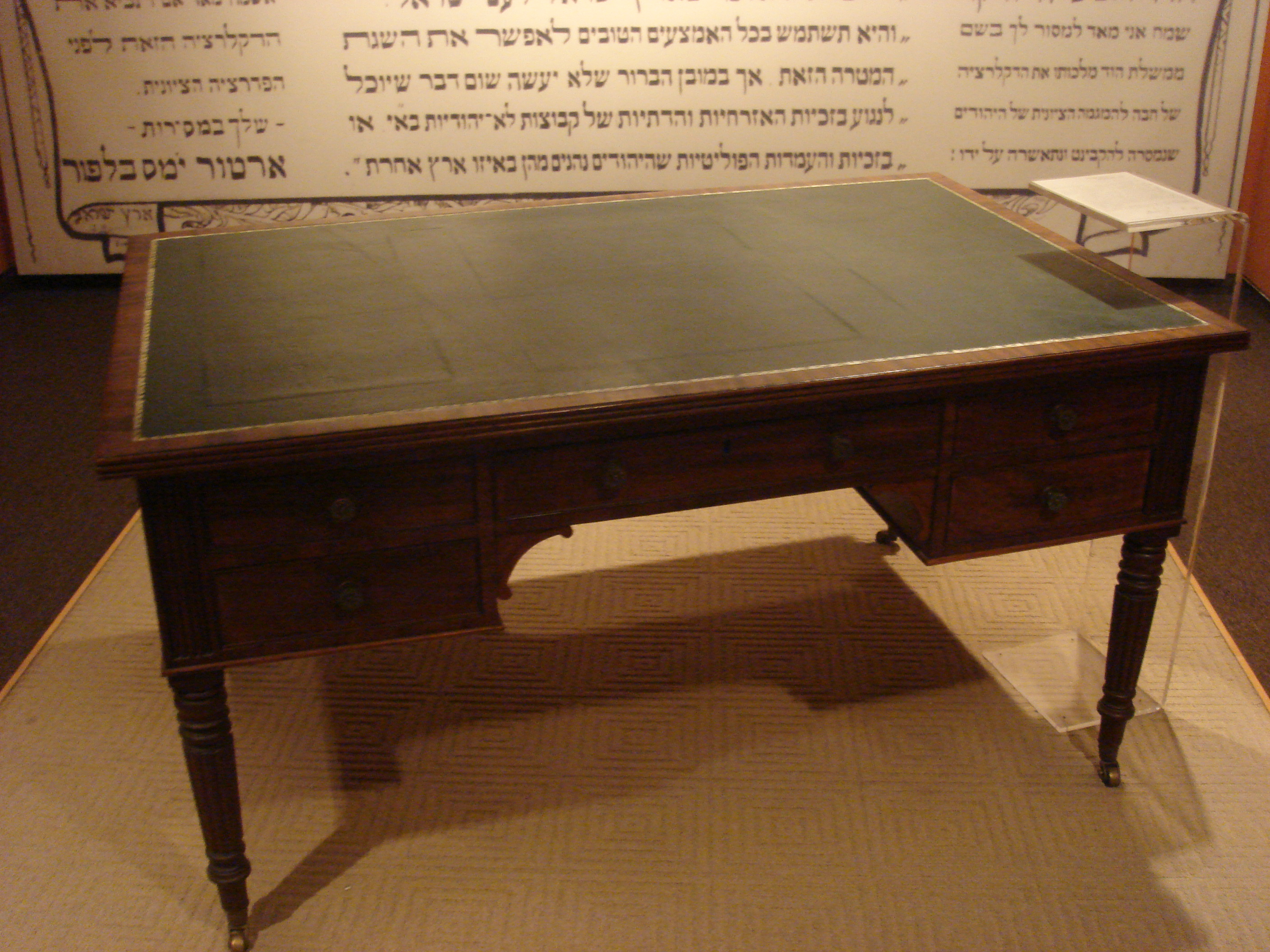
Escritorio de Lord Balfour, en el Museo de la Diáspora Judía, en Tel Aviv.

El documento fue presentado en el Museo Británico en 1924 por Walter Rothschild; hoy se encuentra en la Biblioteca Británica, que se separó del Museo Británico en 1973, como Additional Manuscripts number 41178. Entre octubre de 1987 y mayo de 1988 fue prestado por el Reino Unido para su exhibición en la Knéset, en Israel. El gobierno israelí está actualmente en negociaciones para arreglar un segundo préstamo en 2018, con planes de exhibir el documento en la Sala de la Independencia.

### Citas de apoyo de fuentes primarias
1. ↑  Montefiore era el judío británico más rico y líder de la Junta de Diputados de los Judíos Británicos. La primera carta de Charles Henry Churchill, en 1841, estaba destinada a catalizar un interés en la emigración judía a Palestina: «Supposing that you and your colleagues should at once and earnestly interest yourselves upon this important subject of the recovery of your ancient country, it appears to me (forming my opinions upon the present attitude of affairs in the Turkish Empire) that it could only be as subjects of the Porte that you could commence to regain a footing in Palestine».[6]
2. ↑  Según las memorias de Weizmann, la conversación fue como sigue: «Mr. Balfour, supposing I was to offer you Paris instead of London, would you take it?». He sat up, looked at me, and answered: «But Dr. Weizmann, we have London». «That is true», I said, «but we had Jerusalem when London was a marsh».  He [...] said two things which I remember vividly. The first was: «Are there many Jews who think like you?». I answered: «I believe I speak the mind of millions of Jews whom you will never see and who cannot speak for themselves».  [...] To this he said: «If that is so you will one day be a force». Shortly before I withdrew, Balfour said: «It is curious. The Jews I meet are quite different». I answered: «Mr. Balfour, you meet the wrong kind of Jews».[17]
3. ↑  Weizmann escribió en sus memorias: «The entry of Turkey into the fray and the remarks made by the Premier in his Guildhall speech were an additional impulse towards proceeding with the reconnoitring work at a higher speed [...] An opportunity offered itself to discuss the Jewish problems with Mr. C. P. Scott (Editor of the Manchester Guardian) [...] Mr. Scott, who has, I believe, given the whole problem a very careful and sympathetic attention, was good enough to promise that he would talk to Mr. Lloyd George on the subject [...] As it happened, Mr. Lloyd George, having several engagements for the week suggested that I should see Mr. Herbert Samuel, and an interview took place at his office. [Footnote: 10 Dec. 1914]».[34]
4. ↑  Weizmann escribió en sus memorias: «He believed that my demands were too modest, that big things would have to be done in Palestine; he himself would move and would expect Jewry to move immediately the military situation was cleared up [...] The Jews would have to bring sacrifices and he was prepared to do so. At this point I ventured to ask in which way the plans of Mr. Samuel were more ambitious than mine. Mr. Samuel preferred not to enter into a discussion of his plans, as he would like to keep them 'liquid', but he suggested that the Jews would have to build railways, harbours, a university, a network of schools, etc [...] He also thinks that perhaps the Temple may be rebuilt, as a symbol of Jewish unity, of course, in a modernised form».[35]
5. ↑  Weizmann escribió en sus memorias: «On the suggestion of Baron James, I went to see Sir Philip Magnus with whom I had a lengthy conversation, and he expressed his willingness to cooperate, provided that great discretion was used [...] I asked Sir Philip his opinion of the advisability of seeing Mr. Balfour, and he thought that an interview with Mr. Balfour would be of very great interest and value [...] At one of my visits to London I wrote to Mr. Balfour and got an appointment with him on Saturday the same week at 12 o'clock in his house.[Footnote: 12 Dec. 1914] I spoke to him practically in the same strain as I did to Mr. Samuel, but the whole turn of our conversation was more academic than practical».[36]
6. ↑  Weizmann fue Asesor Químico del Ministerio de Municiones sobre Suministros de Acetona, y se le pidió que produjera un nuevo proceso para la producción de acetona con el fin de reducir el costo de la producción de cordita.[40] La sugerencia popular de que este papel influyó en la decisión de emitir la declaración ha sido descrita como «fantasiosa»,[41] una «leyenda», un «mito»,[42] y "¿«un producto de la imaginación [de Lloyd George]».[43] La descripción de Lloyd George en sus War Memoirs, que ayudó a crear este mito, es como sigue: «But by the spring of 1915 the position in the American acetone market had become extremely delicate [...] In the survey we made of all the various prospective requirements, it soon became clear that the supplies of wood alcohol for the manufacture of acetone would prove quite insufficient to meet the increasing demands, particularly in 1916 [...] While I was casting about for some solution of the difficulty, I ran against the late C. P. Scott, Editor of the Manchester Guardian [...] I took his word about Professor Weizmann and invited him to London to see me [...] He could produce acetone by a fermentation process on a laboratory scale, but it would require some time before he could guarantee successful production on a manufacturing scale. In a few weeks' time he came to me and said: ‹The problem is solved›. [...] When our difficulties were solved through Dr. Weizmann's genius I said to him: ‹You have rendered great service to the State, and I should like to ask the Prime Minister to recommend you to His Majesty for some honour›. He said: ‹There is nothing I want for myself›. ‹But is there nothing we can do as a recognition of your valuable assistance to the country?› I asked. He replied: ‹Yes, I would like you to do something for my people›. He then explained his aspirations as to the repatriation of the Jews to the sacred land they had made famous. That was the fount and origin of the famous declaration about the National Home for Jews in Palestine. As soon as I became Prime Minister I talked the whole matter over with Mr. Balfour, who was then Foreign Secretary. As a scientist he was immensely interested when I told him of Dr. Weizmann's achievement. We were anxious at that time to gather Jewish support in neutral countries, notably in America. Dr. Weizmann was brought into direct contact with the Foreign Secretary. This was the beginning of an association, the outcome of which, after long examination, was the famous Balfour Declaration which became the charter of the Zionist movement».[44]
7. ↑  Véase la carta original fechada el 25 de octubre de 1915 aquí. George Antonius (quien fue el primero en publicar la correspondencia en su totalidad) describió esta carta como «by far the most important in the whole correspondence, and may perhaps be regarded as the most important international document in the history of the Arab national movement [...] is still invoked as the main piece of evidence on which the Arabs accuse Great Britain of having broken faith with them».[49]
8. ↑  Tres meses antes de la firma del Acuerdo Sykes-Picot, Sykes había sido abordado con un plan de Samuel en forma de un memorando, que Sykes afirmó haber conservado en su memoria. En una carta del 27 de febrero de 1916, antes de su partida a Rusia, Sykes escribió a Samuel: «I read the memorandum and have committed it to memory».[51] Con respecto a las fronteras, Sykes explicó: «By excluding Hebron and the East of the Jordan there is less to discuss with the Moslems, as the Mosque of Omar then becomes the only matter of vital importance to discuss with them and further does away with any contact with the bedouins, who never cross the river except on business. I imagine that the principal object of Zionism is the realization of the ideal of an existing centre of nationality rather than boundaries or extent of territory. The moment I return I will let you know how things stand at Pd».[52] Sucedió que, mientras Sykes estaba en Petrogrado, Lucien Wolf había sometido a consideración una fórmula para Palestina y los británicos pidieron entonces la opinión francesa y rusa de la misma. Como resultó que ninguna de las dos potencias estaba entusiasmada, el asunto no progresó. Sykes también discutió el asunto con Picot, sugiriendo la creación de un sultanato árabe en Palestina bajo protección francesa y británica y fue reprendido por Gray, Buchanan debería decirle a Sykes «to obliterate from his memory that Mr Samuel’s Cabinet memorandum made any mention of a British protectorate and that I told Mr Samuel at the time that a British protectorate was quite out of the question and Sir M. Sykes should never mention the subject without making this clear».
[53]
9. ↑  Tres meses antes de la firma del Acuerdo Sykes-Picot, Sykes había sido abordado con un plan de Samuel en forma de un memorando, que Sykes afirmó haber conservado en su memoria. En una carta del 27 de febrero de 1916, antes de su partida a Rusia, Sykes escribió a Samuel: «I read the memorandum and have committed it to memory».[51] Con respecto a las fronteras, Sykes explicó: «By excluding Hebron and the East of the Jordan there is less to discuss with the Moslems, as the Mosque of Omar then becomes the only matter of vital importance to discuss with them and further does away with any contact with the bedouins, who never cross the river except on business. I imagine that the principal object of Zionism is the realization of the ideal of an existing centre of nationality rather than boundaries or extent of territory. The moment I return I will let you know how things stand at Pd».[52] Sucedió que, mientras Sykes estaba en Petrogrado, Lucien Wolf había sometido a consideración una fórmula para Palestina y los británicos pidieron entonces la opinión francesa y rusa de la misma. Como resultó que ninguna de las dos potencias estaba entusiasmada, el asunto no progresó. Sykes también discutió el asunto con Picot, sugiriendo la creación de un sultanato árabe en Palestina bajo protección francesa y británica y fue reprendido por Gray, Buchanan debería decirle a Sykes «to obliterate from his memory that Mr Samuel’s Cabinet memorandum made any mention of a British protectorate and that I told Mr Samuel at the time that a British protectorate was quite out of the question and Sir M. Sykes should never mention the subject without making this clear».
[53]
10. ↑  En su memorando de agosto de 1919, Balfour señaló: «In 1915 it was the Sherif of Mecca to whom the task of delimitation was to have been confided, nor were any restrictions placed upon his discretion in this matter, except certain reservations intended to protect French interests in Western Syria and Cilicia. In 1916 all this seems to have been forgotten. The Sykes–Picot Agreement made no reference to the Sherif of Mecca, and, so far as our five documents are concerned, he has never been heard of since. A wholly new method was adopted by France and England, who made with each other in the Sykes–Picot Agreement the rough and ready territorial arrangements already described—arrangements which the Allied and Associated Powers have so far neither explicitly accepted nor explicitly replaced».[54]
11. ↑  Sykes fue presentado a Weizmann y Sokolow vía James A. Malcolm, un hombre de negocios armenio británico, y L. J. Greenberg, el editor de The Jewish Chronicle.[60]
12. ↑  Nahum Sokolow describió la reunión en 1919 como sigue: «The 7th of February, 1917, constitutes a turning-point in the history [...] At the commencement of the year 1917 Sir Mark Sykes entered into closer relations with Dr. Weizmann and the author, and the discussions held with the latter led to the meeting of February 7th, 1917, which marks the commencement of official negotiations. Besides Sir Mark Sykes, the following took part in this meeting: Lord Rothschild, Mr. Herbert Bentwich, Mr. Joseph Cowen, Dr. M. Gaster (at whose house the meeting took place), Mr. James de Rothschild, Mr. Harry Sacher, Right Hon. Herbert Samuel, M.P., Dr. Chaim Weizmann, and the author. The deliberations yielded a favourable result, and it was resolved to continue the work».[68]
13. ↑  De las memorias de Lloyd George: «The Balfour Declaration represented the convinced policy of all parties in our country and also in America, but the launching of it in 1917 was due, as I have said, to propagandist reasons [...] The Zionist Movement was exceptionally strong in Russia and America [...] It was believed, also, that such a declaration would have a potent influence upon world Jewry outside Russia, and secure for the Entente the aid of Jewish financial interests. In America, their aid in this respect would have a special value when the Allies had almost exhausted the gold and marketable securities available for American purchases. Such were the chief considerations which, in 1917, impelled the British Government towards making a contract with Jewry».[84]
14. ↑  La Comisión Peel describió la evidencia de Lloyd George como sigue: «In the evidence he gave before us Mr. Lloyd George, who was Prime Minister at the time, stated that, while the Zionist cause had been widely supported in Britain and America before November, 1917, the launching of the Balfour Declaration at that time was ‹due to propagandist reasons›; and, he outlined the serious position in which the Allied and Associated Powers then were. The Roumanians had been crushed. The Russian Army was demoralized. The French Army was unable at the moment to take the offensive on a large scale. The Italians had sustained a great defeat at Caporetto. Millions of tons of British shipping had been sunk by German submarines. No American divisions were yet available in the trenches. In this critical situation it was believed that Jewish sympathy or the reverse would make a substantial difference one way or the other to the Allied cause. In particular Jewish sympathy would confirm the support of American Jewry, and would make it more difficult for Germany to reduce her military commitments and improve her economic position on the eastern front [...] The Zionist leaders [Mr. Lloyd George informed us] gave us a definite promise that, if the Allies committed themselves to giving facilities for the establishment of a national home for the Jews in Palestine, they would do their best to rally Jewish sentiment and support throughout the world to the Allied cause. They kept their word».[85]
15. ↑  Sykes también había informado a los sionistas que se encontraba con Picot al día siguiente y Sokolow fue nominado por Rothschild para unirse a la reunión que tuvo lugar debidamente en la casa de Sykes. Sokolow fue capaz de presentar el caso de los sionistas y expresar su deseo de un protectorado británico, aunque Picot se negó a involucrarse en ese punto. Al día siguiente, Sokolow y Picot se encontraron solos en la embajada francesa, en esta ocasión Picot dijo: «He personally would see that the facts about Zionism were communicated to the proper quarters and he would do his best to win for the movement whatever sympathies were necessary to be won so far as compatible with the French standpoint on this question».[87]
16. ↑  Sykes continuó su viaje y llegó a Italia y tuvo reuniones con el embajador británico y el representante británico ante la Santa Sede, con el fin de preparar el camino para que Sokolov pudiera ver a los representantes en el Vaticano. Sokolov llegó un mes después, en mayo, y cuando regresó a Francia a principios de junio había conseguido un apoyo limitado de la Santa Sede (tuvo una audiencia con el Papa), así como la simpatía del Gobierno italiano. El 21 de mayo de 1917 Angelo Sereni, presidente de la Comunidad de Israelitas Italianos, presentó a Sokolow a Sonnino, el ministro italiano de Relaciones Exteriores. También fue recibido por Paolo Boselli, el primer ministro italiano. Sonnino ordenó que el secretario general del ministerio enviara una carta en el sentido de que, aunque no podía expresarse sobre los méritos de un programa que afectaba a todos los aliados, «en términos generales» no se oponía a las legítimas demandas de los israelitas.[95]
17. ↑  Ronald Graham escribió a Lord Hardinge, el Subsecretario Permanente de Estado de Relaciones Exteriores (es decir, el mayor servidor civil, o no-ministro, en el Ministerio de Relaciones Exteriores británico) el 13 de junio de 1917: «It would appear that in view of the sympathy towards the Zionist movement which has already been expressed by the Prime Minister, Mr. Balfour, Lord R. Cecil, and other statesmen, we are committed to support it, although until Zionist policy has been more clearly defined our support must be of a general character. We ought, therefore, to secure all the political advantage we can out of our connection with Zionism, and there is no doubt that this advantage will be considerable, especially in Russia, where the only means of reaching the Jewish proletariat is through Zionism, to which the vast majority of Jews in that country adhere».[96]
18. ↑  Weizmann escribió que: «it appears desirable from every point of view that the British Government should give expression to its sympathy and support of the Zionist claims on Palestine. In fact, it need only confirm the view which eminent and representative members of the Government have many times expressed to us, and which have formed the basis of our negotiations throughout the long period of almost three years».[97]
19. ↑  En 1929, el líder sionista Jacob de Haas describió la situación como sigue: «In May 1917 prior to the arrival of the Balfour Mission to the United States, President Wilson took occasion to afford ample opportunity for the discussion of Zionist Palestinian prospects, and the occasion was not neglected. At the first official reception given by President Wilson for Mr. Balfour, the latter singled out Brandeis as one with whom he desired private conversation. Mr. Balfour while in Washington summarized his own attitude in a single sentence, ‹I am a Zionist›. But while Balfour and Brandeis met as often as circumstances demanded other Zionists met and discussed the Palestinian problem with all those members of the British mission whose understanding it was thought desirable to cultivate. This was made necessary because at that particular juncture the creation of an American mandatory for Palestine a policy Brandeis did not favor was being persistently discussed in the European press».[102]
20. ↑  En diciembre de 1922, Sir John Evelyn Shuckburgh del nuevo departamento de Asuntos del Medio Oriente del Ministerio de Relaciones Exteriores descubrió que la correspondencia anterior a la declaración no estaba disponible en la Oficina Colonial, «although Foreign Office papers were understood to have been lengthy and to have covered a considerable period».[108] Huneidi escribió en 2001 que: «The ‹most comprehensive explanation› of the origin of the Balfour Declaration the Foreign Office was able to provide was contained in a small ‹unofficial› note of Jan 1923 affirming that [...] ‹little is known of how the policy represented by the Declaration was first given form. Four, or perhaps five men were chiefly concerned in the labour – the Earl of Balfour, the late Sir Mark Sykes, and Messrs. Weizmann and Sokolow, with perhaps Lord Rothschild as a figure in the background. Negotiations seem to have been mainly oral and by means of private notes and memoranda of which only the scantiest records seem to be available›».[109] El texto completo de la nota incluye CO 733/58, Secret Cabinet Paper CP 60 (23), «Palestine and the Balfour Declaration, January 1923». Una nota no oficial de FO (Foreign Office) añadió «little referring to the Balfour Declaration among such papers as have been preserved». El memorando de Shuckburgh afirma que «as the official records are silent, it can only be assumed that such discussions as had taken place were of an informal and private character».
21. ↑  Richard Meinertzhagen escribió en su diario que: «L.G. and A.J.B. both said that by the Declaration they always meant an eventual Jewish State».[127]
22. ↑  Amery descrbe este momento en sus memorias: «Half an hour before the meeting Milner looked in from his room in the Cabinet offices, next door to mine, told me of the difficulties, and showed me one or two alternative drafts which had been suggested, with none of which he was quite satisfied. Could I draft something which would go a reasonable distance to meeting the objectors, both Jewish and pro-Arab, without impairing the substance of the proposed declaration?»[137]
23. ↑  Ronald Storrs, gobernador militar británico de Jerusalén entre 1917 y 1920, escribió en 1943: «The Declaration which, in addition to its main Jewish message, was at pains to reassure non-Palestinian Jews on the score of their national status, took no account whatever of the feelings or desires of the actual inhabitants of Palestine. In its drafting, Arabs observed the main and position portion to be reserved for the Jewish people, while the other races and creeds were not so much as named, either as Arabs, Moslems or Christians, but were lumped together under the negative and humiliating definition of ‹Non-Jewish Communities› and relegated to subordinate provisos. They further remarked a sinister and significant omission. While their religions and civil rights were specifically to be safeguarded, of their political rights there was no mention whatever. Clearly, they had none».[138][139]
24. ↑  En la Comisión Permanente de Mandatos del 9 de junio de 1930, el Representante Acreditado Británico,Drummond Shiels, estableció la política británica para conciliar las dos comunidades. La Comisión Permanente de Mandatos resumió que «From all these statements two assertions emerge, which should be emphasised: (1) that the obligations laid down by the Mandate in regard to the two sections of the population are of equal weight; (2) that the two obligations imposed on the Mandatory are in no sense irreconcilable. The Mandates Commission has no objection to raise to these two assertions, which, in its view, accurately express what it conceives to be the essence of the Mandate for Palestine and ensure its future». Esto fue citado en el libro blanco de Passfield, con la nota de que: «His Majesty's Government are fully in accord with the sense of this pronouncement and it is a source of satisfaction to them that it has been rendered authoritative by the approval of the Council of the League of Nations».[143]
25. ↑  El término «deber doble» fue utilizado por la Comisión Permanente de Mandatos en 1924,[140] la frase «doble compromiso» fue usada por el primer ministro británico Ramsay MacDonald en su discurso ante la Cámara de los Comunes, en abril de 1930,[141] el Libro Blanco de Passfield, y su carta a Jaim Weizmann (1931), mientras que la Comisión Peel de 1937 utilizó el término «obligación dual».[142] Una cuestión particularmente acalorada era si estas dos obligaciones tenían «igual peso», y en 1930 este estado de igualdad fue confirmado por la Comisión Permanente de Mandatos y por el Gobierno Británico en el Libro Blanco de Passfield.[x] La obligación resultó ser insostenible,[144] habiéndose puesto en práctica mediante el mandato británico de Palestina, que fue confirmado en 1922 como el vehículo para cumplir las promesas de la Declaración.[145] Quince años después de que se confirmó el Mandato, el informe de la Comisión Real de Palestina de 1937, la primera propuesta oficial para el reparto de la región, se refirió a los requisitos como «obligaciones contradictorias»,[146][147] y con respecto a la situación más amplia que había surgido en Palestina «disease is so deep-rooted that, in our firm conviction, the only hope of a cure lies in a surgical operation».[148] El continuo conflicto intercomunal había demostrado a los británicos que era imposible para ellos pacificar a las dos comunidades en Palestina mediante el uso de mensajes diferentes para diferentes públicos; como lo describió James Renton en 2007, «The attempt to create different messages for different audiences regarding the future of the same place, as had been attempted since the fall of Jerusalem, was untenable».[144]
26. ↑  En 1930, al enterarse de que el rey Jorge V había solicitado sus opiniones sobre la situación en Palestina, John Chancellor, el Alto Comisionado para Palestina, escribió una carta de 16 páginas a través de Lord Stamfordham, Secretario Privado del Rey. La carta concluyó: «The facts of the situation are that in the dire straits of the war, the British Government made promises to the Arabs and promises to the Jews which are inconsistent with one another and are incapable of fulfilment. The honest course is to admit our difficulty and to say to the Jews that, in accordance with the Balfour Declaration, we have favoured the establishment of a Jewish National Home in Palestine and that a Jewish National Home in Palestine has in fact been established and will be maintained and that, without violating the other part of the Balfour Declaration, without prejudicing the interests of the Arabs, we cannot do more than we have done».[149]
27. ↑  19 de febrero de 1919, Balfour escribió a Lloyd George que: «The weak point of our position of course is that in the case of Palestine we deliberately and rightly decline to accept the principle of self-determination. If the present inhabitants were consulted they would unquestionably give an anti-Jewish verdict. Our justification for our policy is that we regard Palestine as being absolutely exceptional; that we consider the question of the Jews outside Palestine as one of world importance, and that we conceive the Jews to have an historic claim to a home in their ancient land; provided that home can be given them without either dispossessing or oppressing the present inhabitants».[150]
28. ↑  Los Catorce Puntos de Wilson de enero de 1918 establecieron un requisito de «free, open-minded, and absolutely impartial adjustment of all colonial claims, based upon a strict observance of the principle that in determining all such questions of sovereignty the interests of the population concerned must have equal weight with the equitable claims of the government whose title is to be determined»,[152] la Declaración a los Siete de McMahon de junio de 1918 señalaba que «the future government of these regions should be based upon the principle of the consent of the governed»,[153] la Declaración Anglo-Francesa de noviembre de 1918 indicaba que «[the local] national governments and administrations [will derive] their authority from the free exercise of the initiative and choice of the indigenous populations»,[57] y el Pacto de la Sociedad de Naciones de junio de 1919 establecía que «the wishes of these communities must be a principal consideration in the selection of a Mandatory» y describía un «sacred trust», lo que fue posteriormente interpretado en 1971 por la Corte Internacional de Justicia como «the ultimate objective of the sacred trust was the self-determination and independence of the peoples concerned».[154]
29. ↑  En un memorando de agosto de 1919 que discutía el Pacto de la Sociedad de Naciones, Balfour explicó: «What I have never been able to understand is how [our policy] can be harmonised with the [Anglo-French] declaration, the Covenant, or the instructions to the Commission of Enquiry [...] In short, so far as Palestine is concerned, the Powers have made no statement of fact which is not admittedly wrong, and no declaration of policy which, at least in the letter, they have not always intended to violate»,[155][156] y además que: «The contradiction between the letter of the Covenant and the policy of the Allies is even more flagrant in the case of the ‹independent nation› of Palestine than in that of the ‹independent nation› of Syria. For in Palestine we do not propose even to go through the form of consulting the wishes of the present inhabitants of the country, though the American Commission has been going through the form of asking what they are. The four Great Powers are committed to Zionism. And Zionism, be it right or wrong, good or bad, is rooted in age-long traditions, in present needs, in future hopes, of far profounder import than the desires and prejudices of the 700,000 Arabs who now inhabit that ancient land».[155][54]
30. ↑  Esta declaración se hizo por primera vez durante un debate sobre el próximo centenario de la Declaración;[159] el Ministerio de Relaciones Exteriores reiteró la declaración en respuesta a una petición en el sitio web de peticiones del Parlamento del Reino Unido, que había pedido una disculpa oficial por la Declaración.[160]
31. ↑  Al caminar a la sinagoga Hurva en Shabat Najamu, Samuel escribió en sus memorias que él «found the surrounding streets densely thronged, and the great building itself packed to the doors and to the roof, mostly by older settlers, some of those who had come to live, and to die, in the Holy City for piety's sake. Now, on that day, for the first time since the destruction of the Temple, they could see one of their own people as governor in the Land of Israel. To them, it seemed that the fulfilment of ancient prophecy might at last be at hand».[181]
32. ↑  Ali Allawi explicó esto como sigue: «When Faisal left the meeting with Weizmann to explain his actions to his advisers who were in a nearby suite of offices at the Carlton Hotel, he was met with expressions of shock and disbelief. How could he sign a document that was written by a foreigner in favour of another foreigner in English in a language of which he knew nothing? Faisal replied to his advisers as recorded in ‘Awni ‘Abd al-Hadi’s memoirs, ‹You are right to be surprised that I signed such an agreement written in English. But I warrant you that your surprise will disappear when I tell you that I did not sign the agreement before I stipulated in writing that my agreement to sign it was conditional on the acceptance by the British government of a previous note that I had presented to the Foreign Office [...] [This note] contained the demand for the independence of the Arab lands in Asia, starting from a line that begins in the north at Alexandretta-Diyarbakir and reaching the Indian Ocean in the south. And Palestine, as you know, is within these boundaries [...] I confirmed in this agreement before signing that I am not responsible for the implementation of anything in the agreement if any modification to my note is allowed›».[193]
33. ↑  Aunque el United Nations Special Committee on Palestine (UNSCOP) observó que «To many observers at the time, conclusion of the Feisal-Weizmann Agreement promised well for the future co-operation of Arab and Jew in Palestine»,[196] el reporte de la Comisión Real de Palestina de 1937 indicó que «Not once since 1919 had any Arab leader said that co-operation with the Jews was even possible», a pesar de las esperanzas expresadas por los representantes británicos y sionistas.[197]
34. ↑  En el original alemán: Vereinigung jüdischer Organisationen Deutschlands zur Wahrung der Rechte der Juden des Ostens.
35. ↑  Esto es descrito de manera similar por William Helmreich y Francis Nicosia. Helmreich señaló que: «Der staatsfeindliche Zionismus, published in 1922, was Rosenberg’s major contribution to the National Socialist position on Zionism. It represented in part an elaboration on ideas already expressed in articles in the Volkischer Beobachter and in other published works, notably Die Spur. The title provides the gist of a thesis that Rosenberg sought to convey to his readers: ‹The Zionist organization in Germany is nothing more than an organization that pursues a legalized undermining of the German state. He accused German Zionists of having betrayed Germany during the war by supporting Britain’s Balfour Declaration and pro-Zionist policies and charged that they had actively worked for a German defeat and the Versailles settlement to obtain a Jewish National Home in Palestine. He went on to assert that the interests of Zionism were first and foremost those of world Jewry, and by implication the international Jewish conspiracy›»;[210] y Nicosia lo describió como: «Rosenberg argues that the Jews had planned the Great War in order to secure a state in Palestine. In other words, he suggested that they generated violence and war among the gentiles in order to secure their own, exclusively Jewish, interests. In fact, the title of one of those works, Der Staatsfeindliche Zionismus (Zionism, the Enemy of the State), published in 1922, conveys the gist of Rosenberg’s approach to the question, an approach that Hitler had been taking in some of his speeches since 1920. Rosenberg writes: ‹The Zionist Organization in Germany is nothing more than an Organization that perpetrates the legal subversion of the German state›. He further accuses the Zionists of betraying Germany during World War I by supporting Great Britain and its Balfour Declaration, working for a German defeat and the implementation of the Balfour Declaration, supporting the Versailles settlement, and embracing the Jewish National Home in postwar, British-controlled Palestine».[211]
36. ↑  El visconde Northcliffe, que poseía The Times, Daily Mail y otras publicaciones (totalizando alrededor de dos quintas partes de la circulación total del periódicos en Gran Bretaña), publicó una declaración desde El Cairo el 15 de febrero de 1922 (p. 10), sugiriendo el riesgo de que Palestina se convirtiera en una segunda Irlanda. Se publicaron otros artículos en The Times el 11 de abril (p. 5), el 26 de abril (p. 15), el 23 de junio (p. 17), el 3 de julio (p. 15) y el 25 de julio (p. 15).[222]